# Gemeine Esche

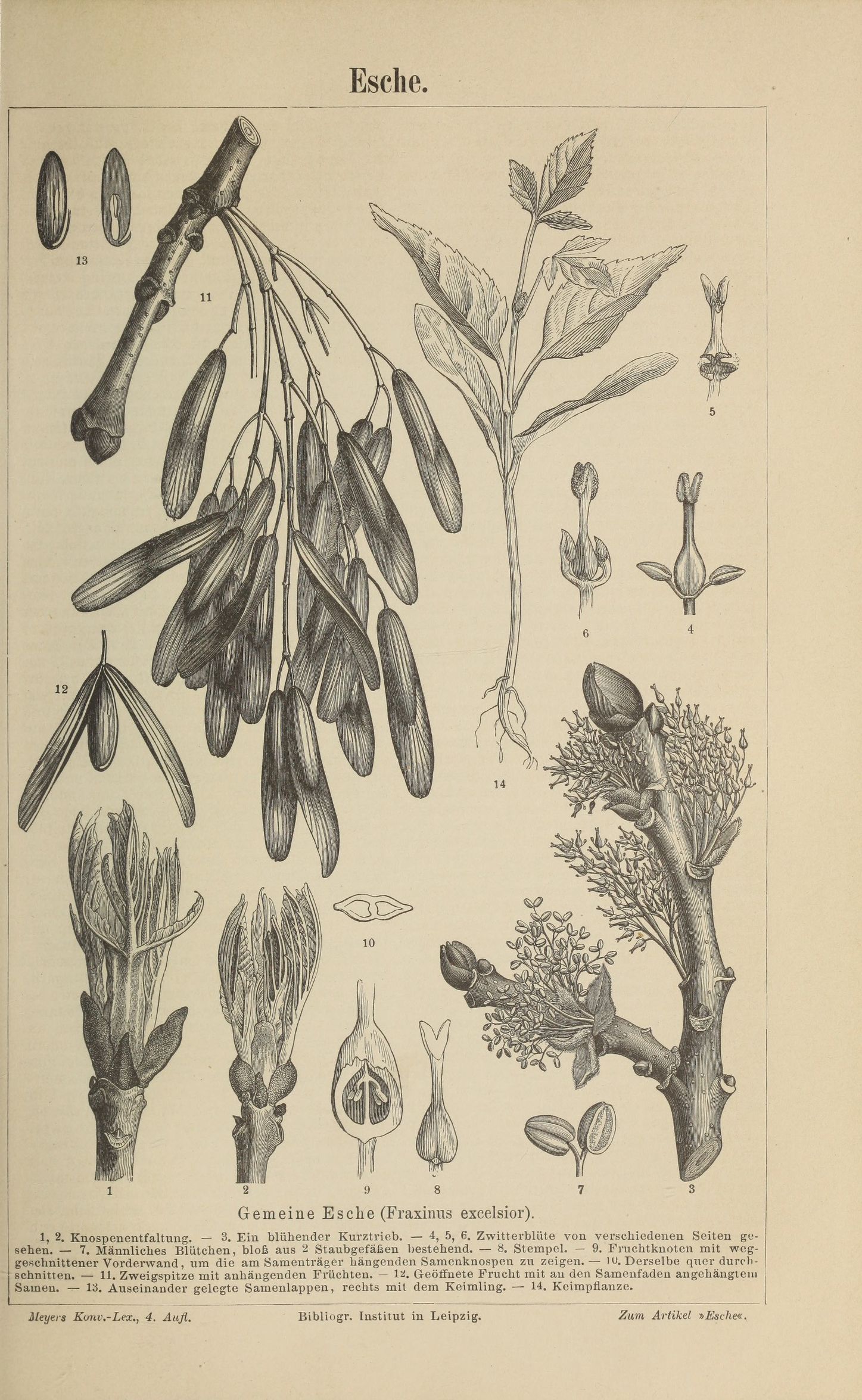
Illustration

Die Gemeine Esche, Gewöhnliche Esche oder Hohe Esche (Fraxinus excelsior), auch Hochesche und kurz nur Esche genannt, ist eine in Europa heimische Baumart aus der Gattung der Eschen. Mit einer Wuchshöhe bis 40 m zählt sie zu den höchsten Laubbäumen Europas. An exponierteren Standorten erreicht das Ölbaumgewächs jedoch nur um 15 bis 20 m. Durch die starke Konkurrenz der Buche, mit der sie häufig vergesellschaftet vorkommt, ist sie in größeren Beständen überwiegend in Waldgesellschaften auf feuchteren (Hartholzaue, Auwald) oder trockeneren Standorten (flachgründige Kalkböden) anzutreffen, auf denen die Konkurrenzkraft der Buche nachlässt.
Eschenholz zählt zu den Edellaubhölzern. Nach Buche und Eiche gehört es zu den wichtigsten Laubnutzhölzern Mitteleuropas. Eschenholz wird meist eingesetzt, wenn hohe Ansprüche an Festigkeit und Elastizität gestellt werden. So wird es häufig zur Herstellung von Werkzeugstielen, Sportgeräten und von Biegeformteilen verwendet.
Seit Beginn der 1990er Jahre wird die Esche durch ein zuerst in Polen aufgetretenes und inzwischen in weiten Teilen Europas verbreitetes Eschensterben bedroht, das von dem Schlauchpilz Hymenoscyphus fraxineus verursacht wird.
Im Jahr 2001 wurde die Esche in Deutschland durch die Dr. Silvius-Wodarz-Stiftung Menschen für Bäume und deren Fachbeirat, das Kuratorium Baum des Jahres, zum Baum des Jahres ausgewählt.

## Beschreibung

### Erscheinungsform

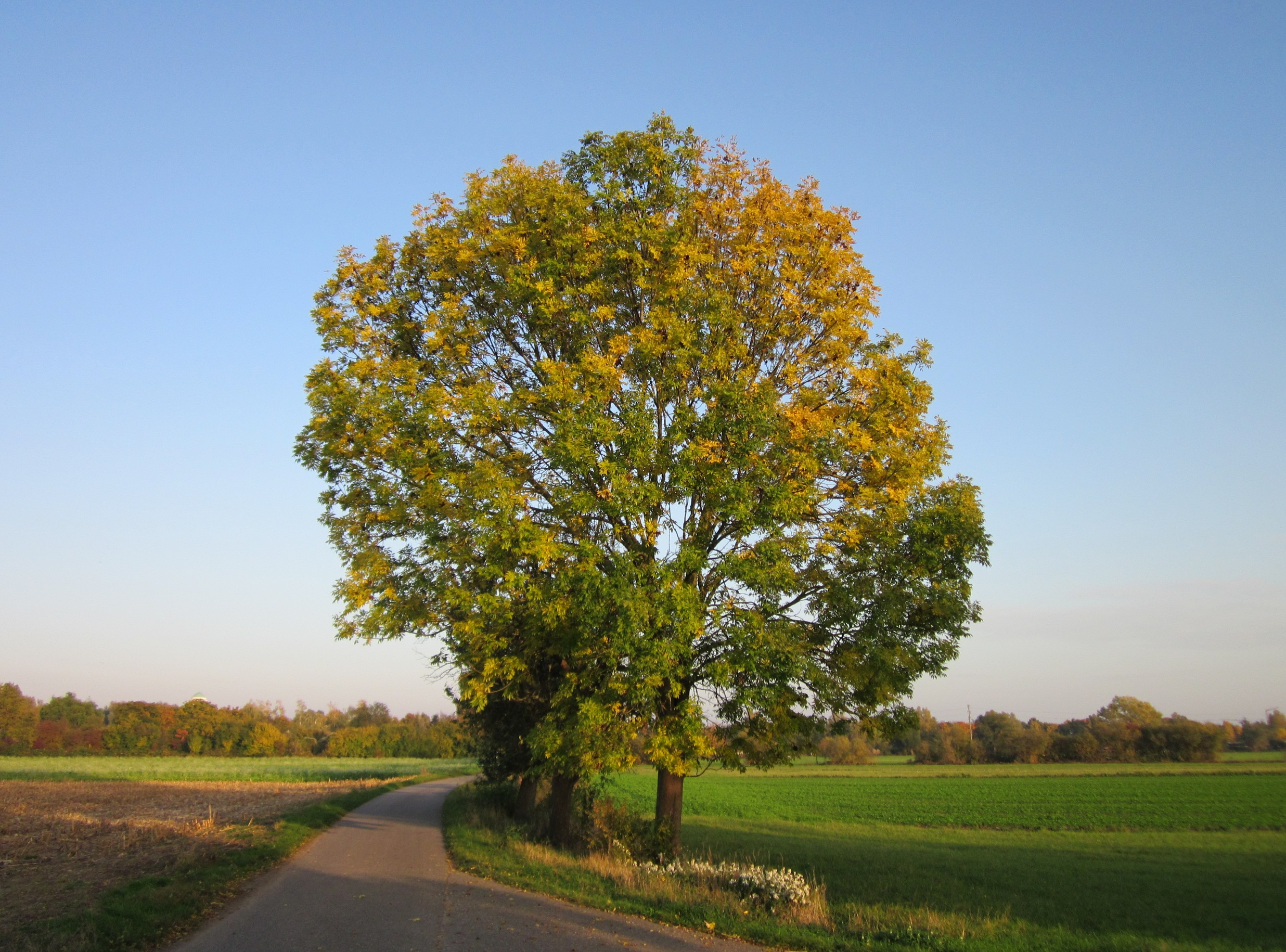
Gemeine Esche

Die laubabwerfende Gemeine Esche erreicht eine Höhe von bis über 40 m und einen Stammdurchmesser von über 1 m, selten bis über 2,5 m. Nach 100 Jahren hat sie durchschnittlich eine Höhe von 30 m und einen Brusthöhendurchmesser von 30 cm bis 40 cm. Das Höchstalter beträgt etwa 250 bis 300 Jahre. Die Stammachse ist meist gerade und gabelt sich nicht. In Randbereichen des Verbreitungsgebiets werden die zuvor genannten Werte jedoch deutlich unterschritten, oder sie kommt nur strauchförmig vor, etwa in Norwegen. Das Wachstum ist gewöhnlich gebunden, das heißt, der Austrieb eines Jahres ist vollständig in der Knospe des Vorjahres angelegt. Nur unter günstigen Bedingungen erfolgt das Wachstum frei und die Triebanlagen entfalten sich ohne Ruheperiode noch im selben Jahr. Bei jungen Bäumen kann das Auftreten von Bereicherungstrieben und Johannistrieben beobachtet werden.
Neben Lang- und Kurztrieben bildet die Esche noch sogenannte Lineartriebe, die länger sind als Kurztriebe, aber keine Verzweigungen bilden, wie Langtriebe dies tun. Die Äste stehen rechtwinklig zum Stamm; die Zweige zeigen senkrecht nach oben. Zweige, die nicht genügend Licht bekommen, sterben und brechen in Folge ab. Das beginnt üblicherweise nach etwa drei bis fünf Jahren.

### Rinde und Holz
Die Borke junger Bäume ist grünlich bis glänzend grau mit nur wenigen Korkporen. Nach etwa 15 bis 40 Jahren setzt die Verkorkung ein; eine Netzborke wird gebildet. Die Rinde selbst ist dick und reich an Sklerenchym, Bastfasern fehlen.

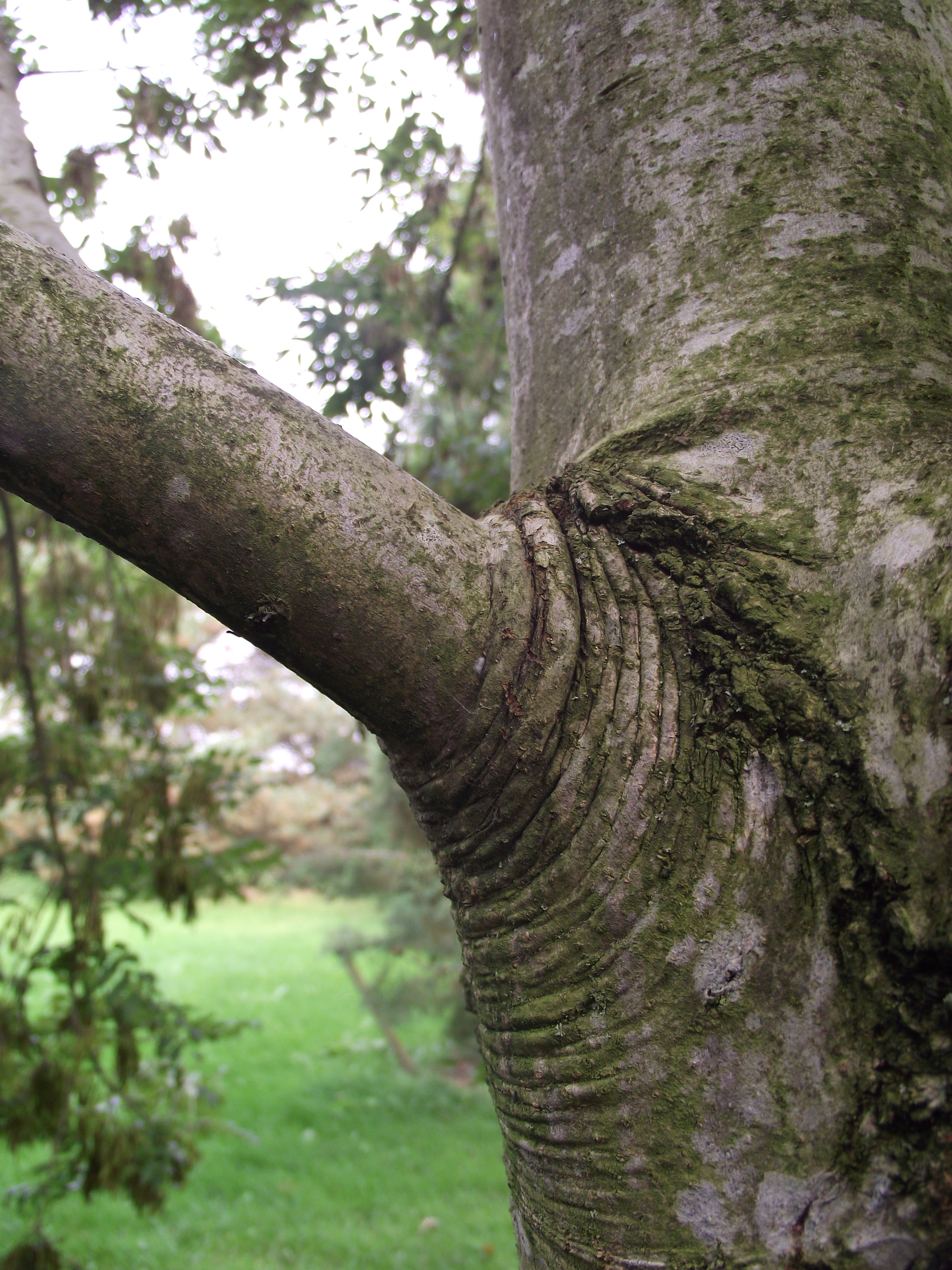
Rinde einer jüngeren Gemeinen Esche
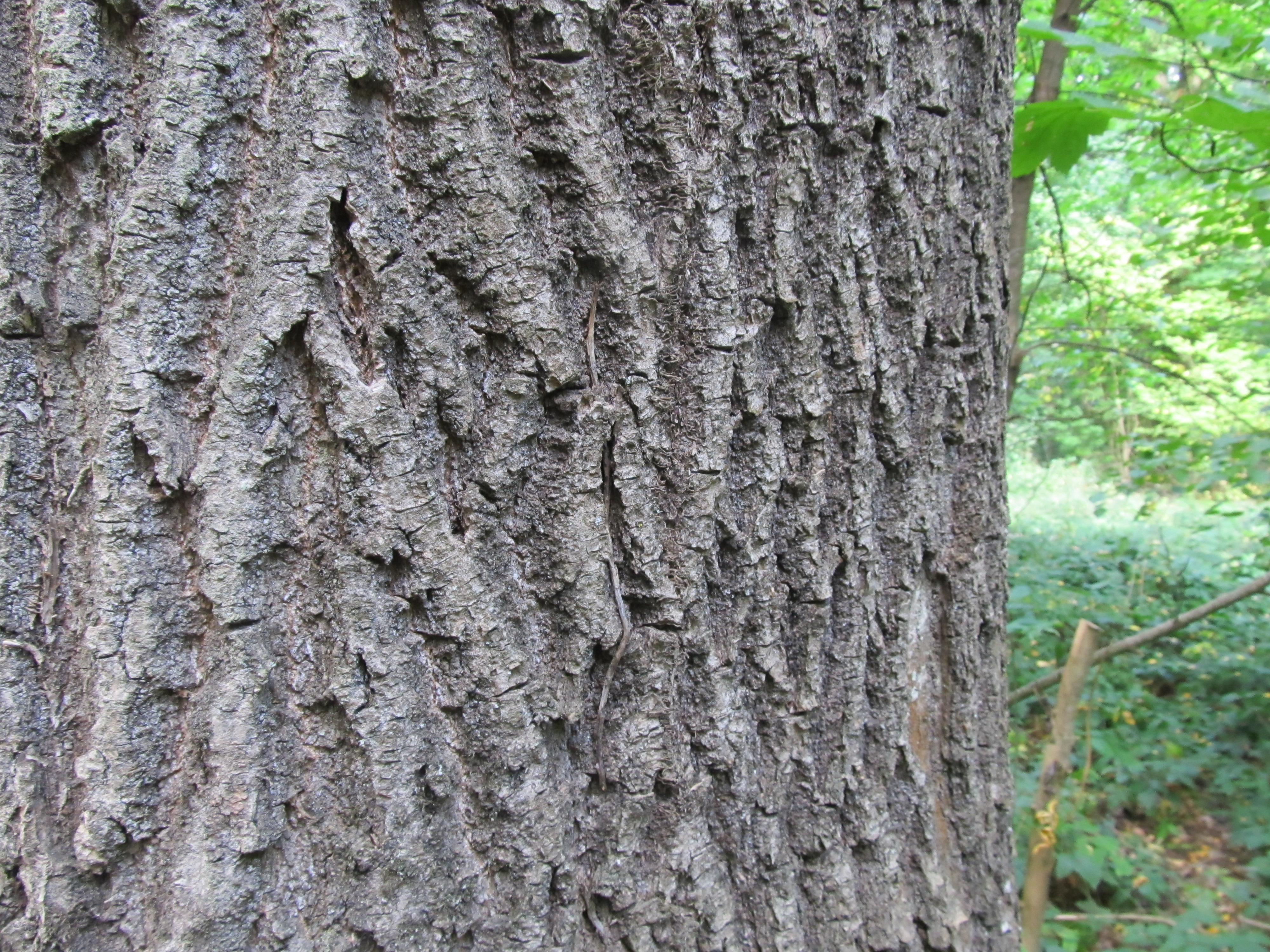
Typische Netzborke einer ca. 50-jährigen Esche.
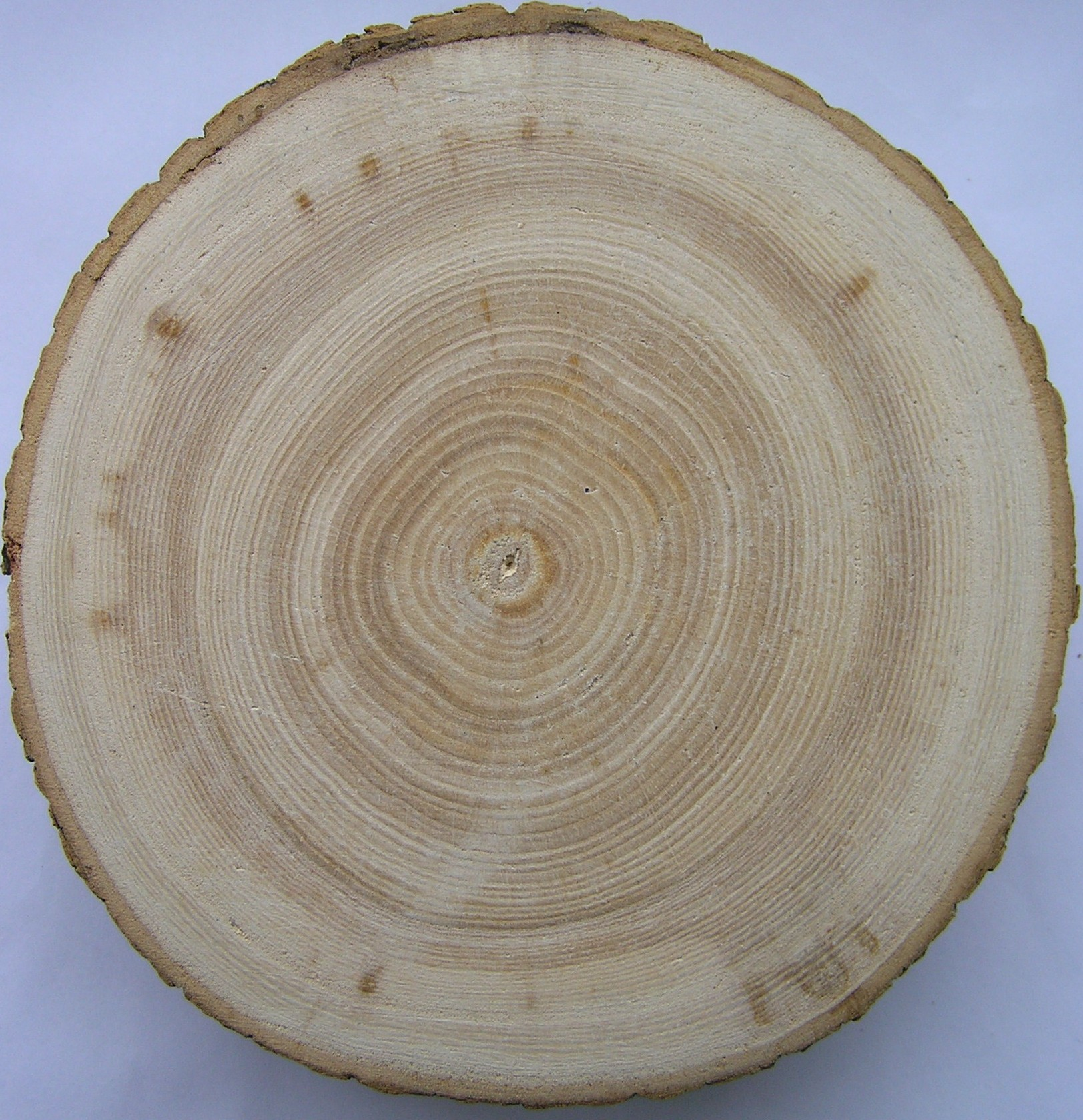
Querschnitt durch den Stamm
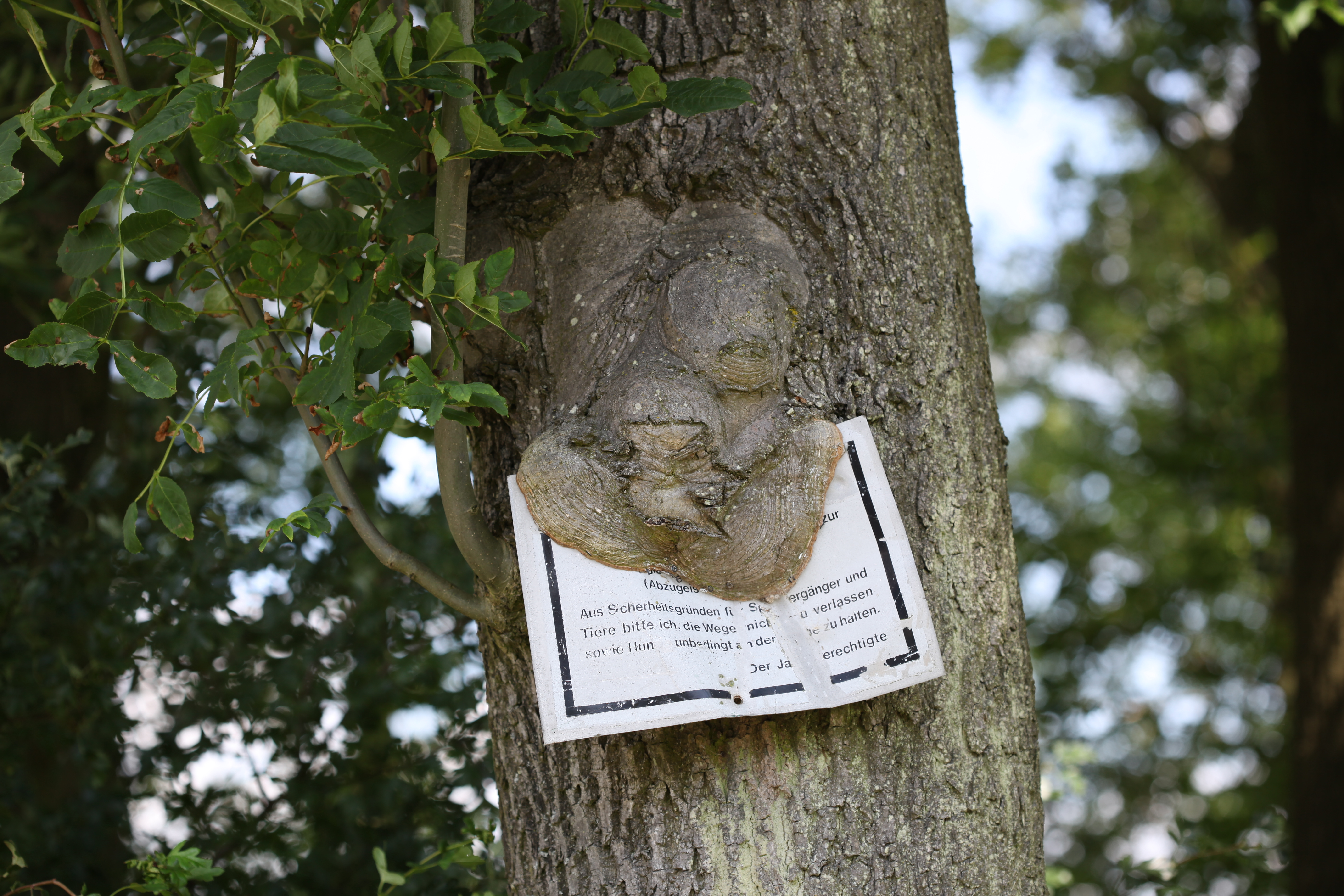
Überwallung an einem Schild

Das Holz ist ringporig, das Frühholz zeigt meist mehrreihige, grobe Gefäße, die sich deutlich vom Spätholz abheben. Dadurch sind die Jahresringe deutlich erkennbar. Die Gefäße des Spätholzes sind zerstreut angeordnet, klein und gerade noch erkennbar. Die Holzstrahlen sind schmal. Die Esche ist ein Kernholzbaum, deren Kern sich kaum vom breiten, hellgelblichen Splint unterscheidet. Erst ältere Bäume von 70 bis 80 Jahren und darüber zeigen einen hellbraunen Kern, der bei Nutzung des Holzes als Farbfehler angesehen wird. Eschen, die auf trockenen, kalkhaltigen Böden wachsen, zeigen schmalere Ringe und können im Alter einen Kern bilden, der dem Holz des Olivenbaums (Olea europaea) ähnelt. Man spricht dann von Oliveschen; das elastische Holz eignet sich gut für die Herstellung von Möbeln, Leitern und Sportgeräten.

### Wurzeln
Die Hauptwurzel wächst zuerst senkrecht in den Boden, stellt sich aber nach wenigen cm auf ein waagrechtes Wachstum um und entwickelt ein typisches Senkerwurzelsystem mit kräftigen, nahe der Oberfläche verlaufenden Seitenwurzeln. Von diesen und vom Stamm entspringen kräftige, senkrecht nach unten wachsende Wurzeln. Die Feinwurzeln treten in bestimmten Bereichen konzentriert auf und fehlen in anderen. Das Wurzelsystem einer 90-jährigen Esche breitet sich bis auf maximal etwa 350 cm Radialentfernung von der Stammbasis aus und gelangt in eine Bodentiefe von 140 cm.

### Knospen und Blätter
Die kurzen Knospen sind mit dichten, schwarzen und filzigen Haaren besetzt, die zum Schutz vor Frost und Verdunstung gebildet werden. Die Endknospen sind mit einer Länge und Breite von etwa 1 cm deutlich größer als die Seitenknospen, die nur bis zu 5 mm erreichen. Blütenknospen sind stumpfer und kugeliger als andere Knospen. Die Knospen sind Ende Juli fertig angelegt. Häufig sind an Haupttrieben die Knospen eines Knotens gegeneinander versetzt.

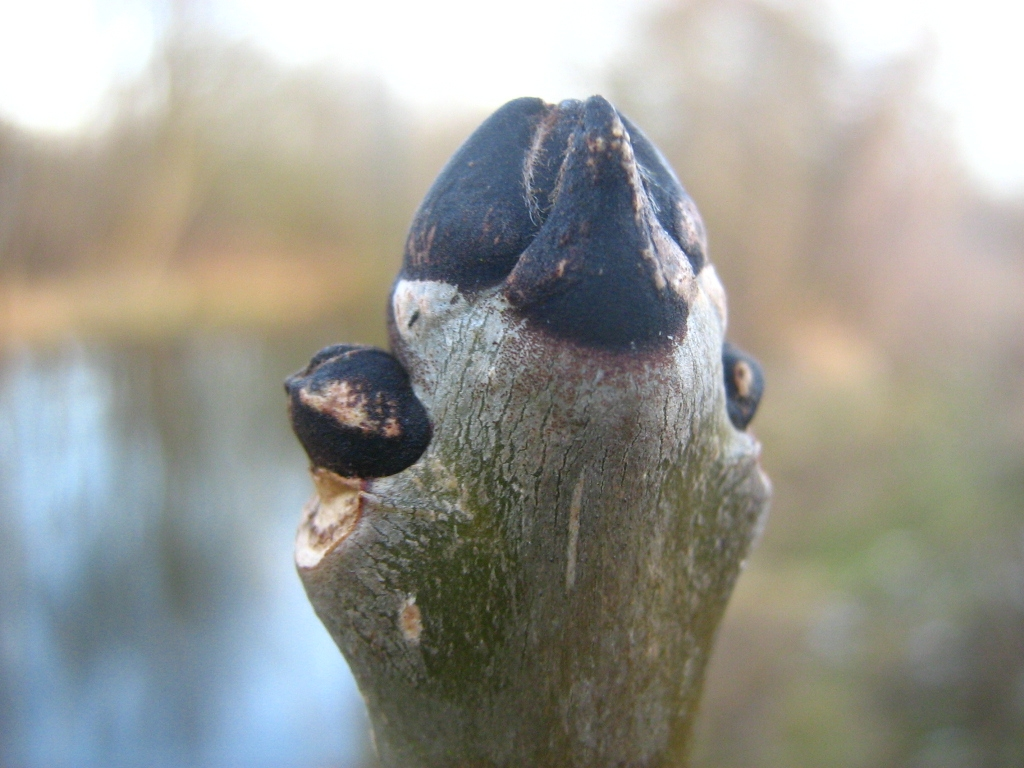
Winterknospe
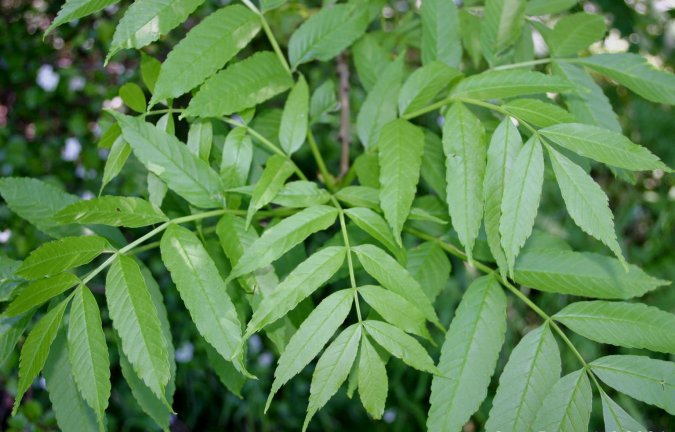
Blätter

Die Blätter stehen kreuzweise gegenständig, nur an besonders wüchsigen Trieben finden sich dreizählige Blattquirle. Die Blätter werden mit dem 5 cm bis 10 cm langen Stiel bis zu 40 cm lang und sind üblicherweise 9- bis 15-zählig unpaarig gefiedert, selten treten weniger Fiederblättchen oder gar nur ein Fiederblatt ('Diversifolia', Einblatt-Esche) auf. Die Rhachis ist rinnig. Die einzelnen, sitzenden bis fast sitzenden, dünnledrigen Blättchen, nur das Enblättchen ist gestielt, sind 4 cm bis 10 cm lang und 1,2 cm bis 3,5 cm breit. Sie sind eiförmig bis verkehrt-eiförmig, zugespitzt bis geschwänzt und gesägt. Die Oberseite ist kahl und sattgrün. Die Unterseite ist weißgrün, der Mittelnerv und zum Teil die Seitennerven können locker filzig behaart sein. Die Seitenblättchen sind kurz gestielt oder sitzend, das Endblättchen ist länger gestielt. Die Blattspindel weist eine behaarte und mit Korkporen besetzte Furche auf, Nebenblätter fehlen. Die Blätter fallen meist noch grün vom Baum, nur im kontinentalen Osten des Verbreitungsgebiets (siehe unten) verfärben sich die Blätter manchmal gelblich.

### Blüten und Früchte
Die Esche wird frei stehend mit 20 bis 30 Jahren mannbar, in Gruppen mit anderen Bäumen nach 30 bis 35 Jahren. Sie ist oft zwittrig, wobei abhängig vom Individuum ein Geschlecht reduziert sein kann. Dies führt bis hin zu männlichen oder weiblichen Blüten. Es kommen also rein männliche, männliche und zwittrig, nur zwittrige, weibliche und zwittrige, nur weibliche Exemplare vor (Triözie, sowie Andro- und Gynomonözie, Andro-, Gynodiözie).
Die Blüten haben einen grünlichen, aus zwei Fruchtblättern entstandenen, synkarpen Fruchtknoten und zwei Staubblätter. Die Staubbeutel stehen auf kurzen Staubfäden und sind zunächst purpurrot. Kelch- und Kronblätter fehlen. Die Gemeine Esche wird als einzige Art in der Familie der Ölbaumgewächse durch Wind bestäubt (Anemophilie). Als Blütenstände werden seitenständige Rispen gebildet, die bereits im März/April (also vor den Laubblättern) an den Sprossen des Vorjahres erscheinen. Sie stehen zuerst aufrecht und hängen später über.
Als Früchte werden einsamige, einseitig geflügelte und flache Nussfrüchte (genannt Flügelnüsse) an dünnen Stielen gebildet. Sie sind 19 mm bis 35 mm lang und 4 mm bis 6 mm breit, schmal eiförmig, -eilanzettlich bis verkehrt-eiförmig, -eilanzettlich, bräunlich und schwach verdreht (tordiert). Die Nuss ist 8 mm bis 15 mm lang und 2 mm bis 3 mm breit, an der Basis rundlich und oben gewölbt zusammengedrückt. Der Flügelsaum der früher als Lingua avis („Vogelszunge“) bezeichneten Frucht ist zungenförmig, oft ausgerandet, seltener zugespitzt und läuft maximal bis zur Hälfte der Nuss herab. Die Früchte werden von Oktober bis November reif und fallen während des ganzen Winters ab. Sie werden als Schraubenflieger verbreitet und erreichen dabei Entfernungen von 60 m, in seltenen Fällen bis zu 125 m.

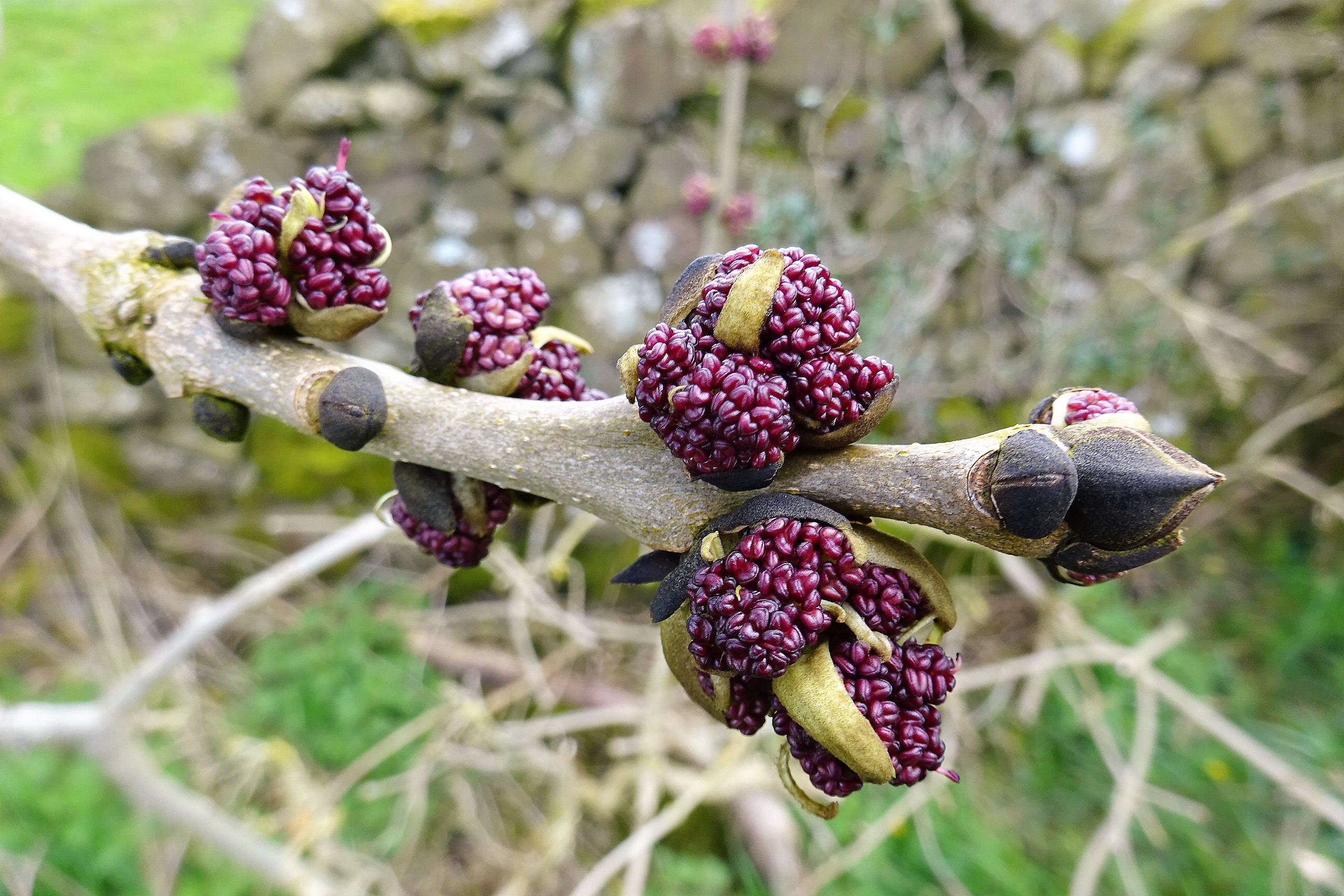
Blütenknospen
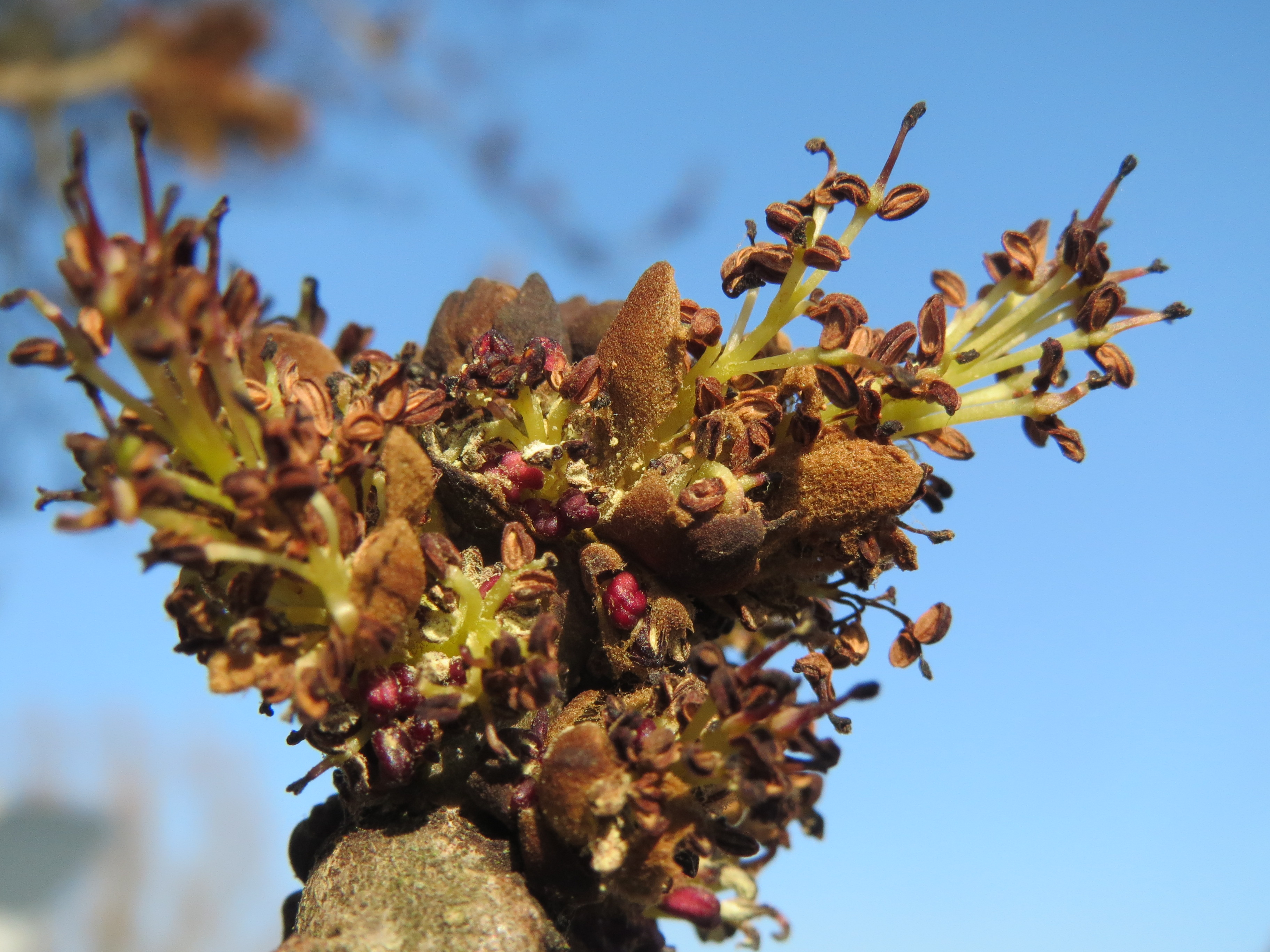
Zwittriger Blütenstand
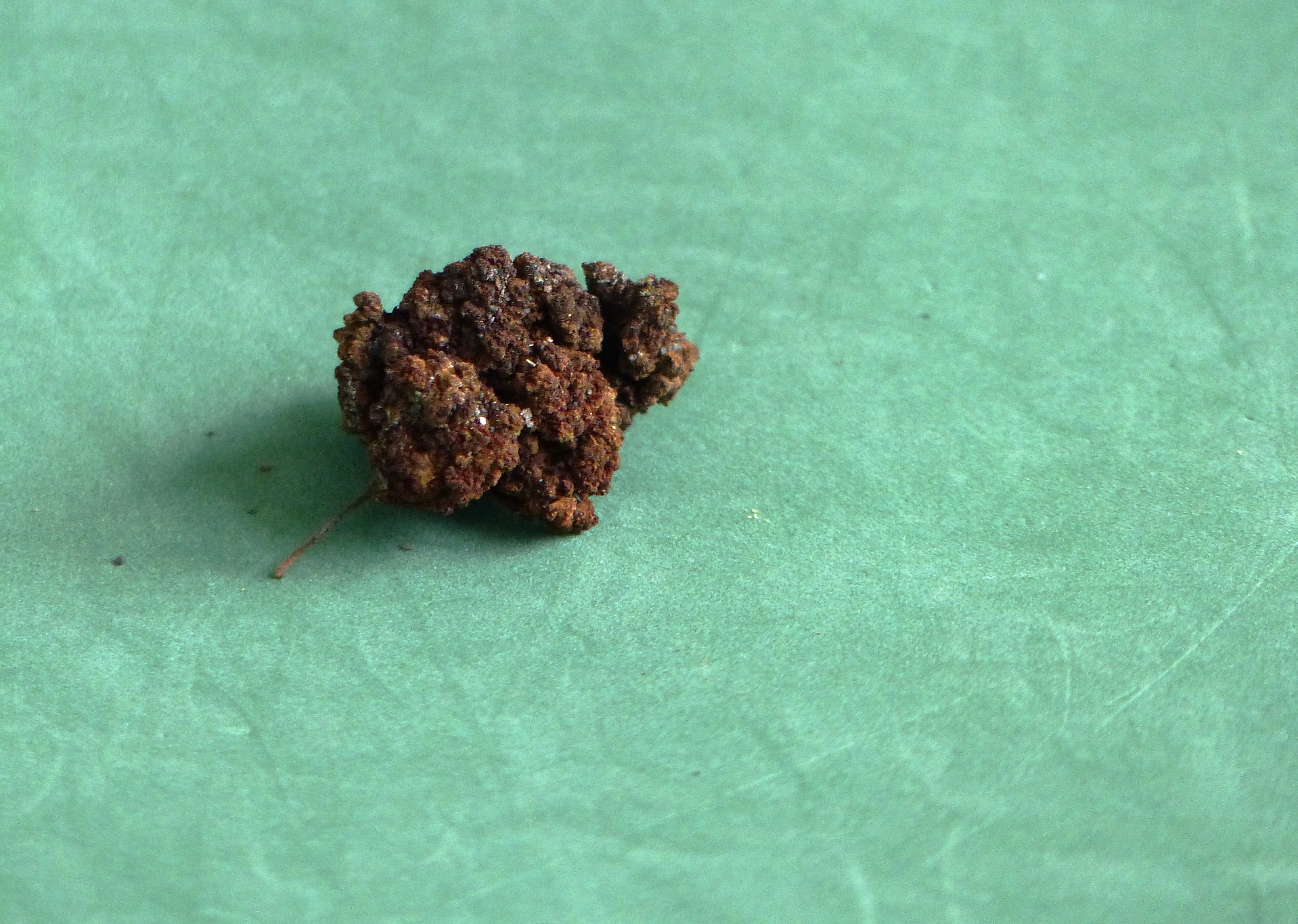
„Eschenklunker“, abgestorbene Blütenstände durch die Eschengallmilbe (Aceria fraxinivora)
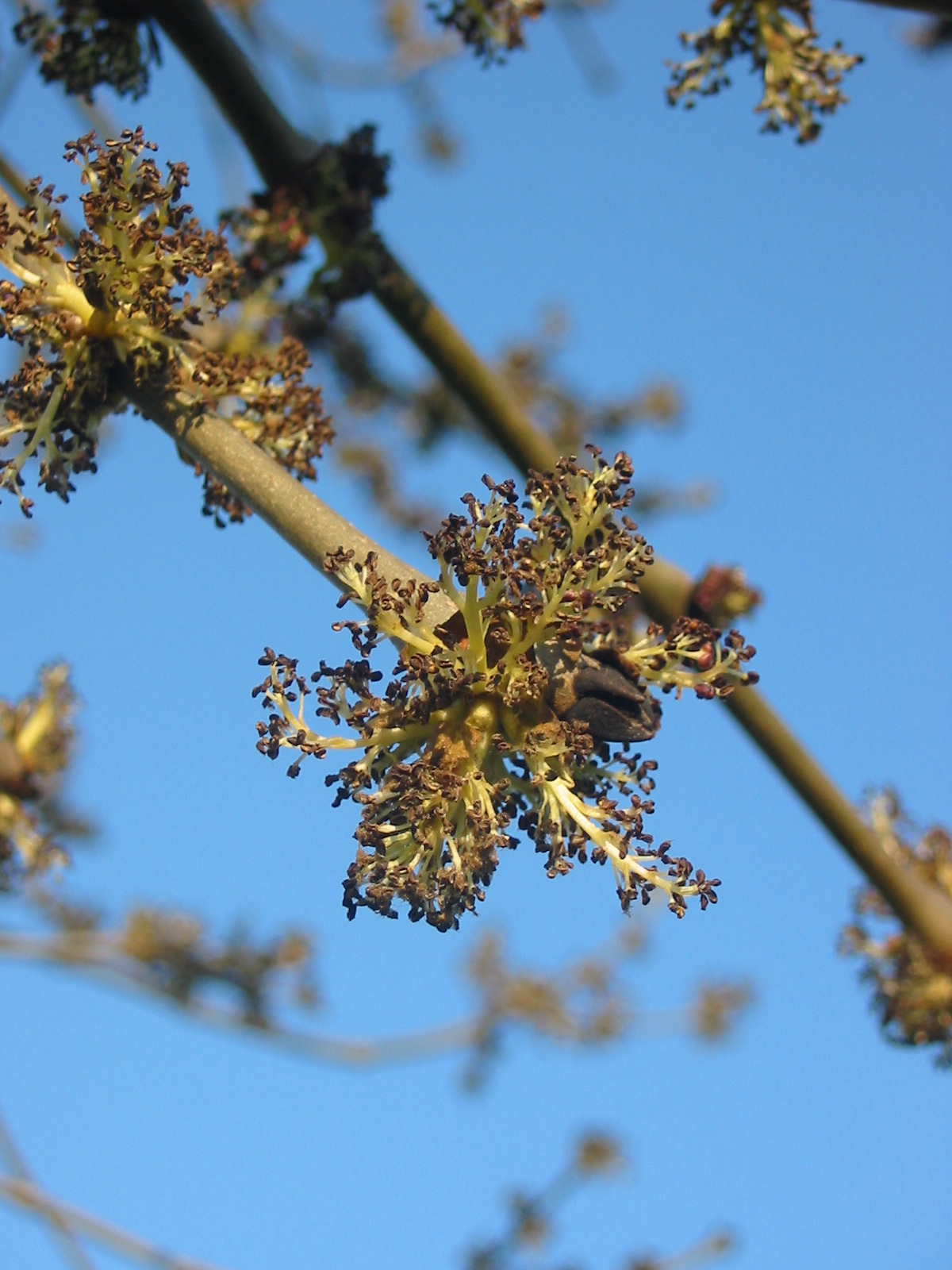
Männliche Blütenstände
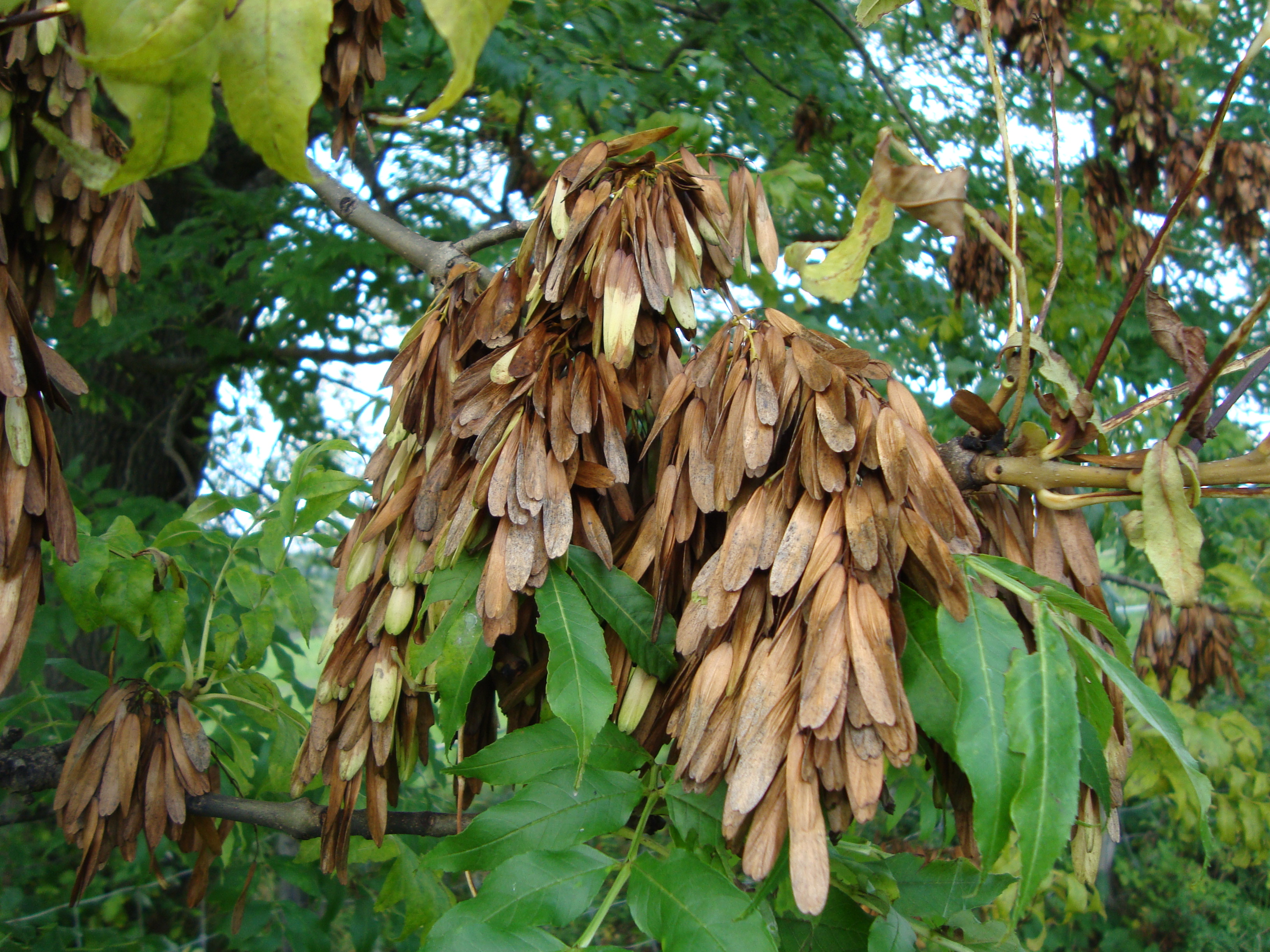
Reife Fruchtstände
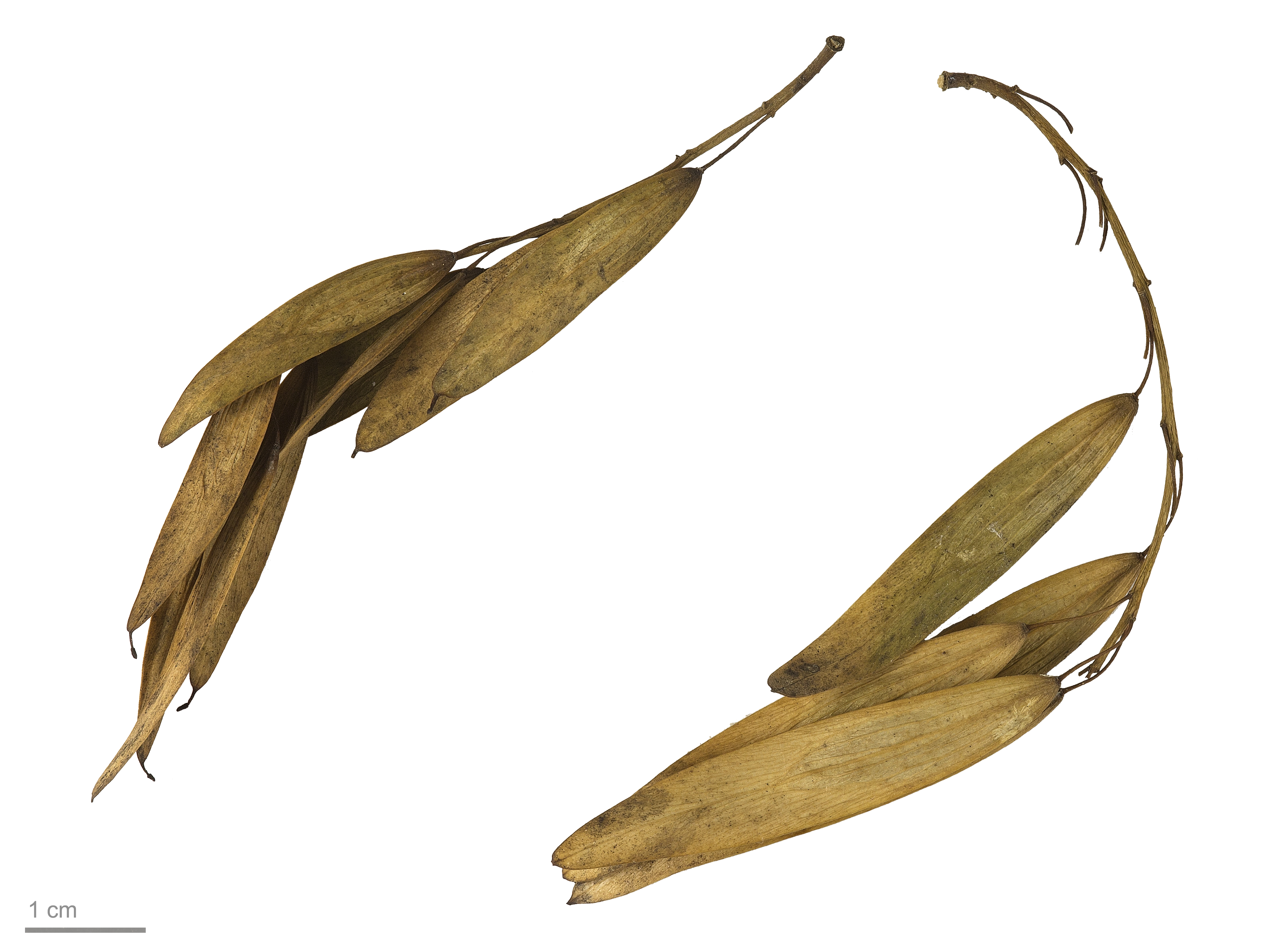
Früchte im Detail

### Keimung und Wachstum

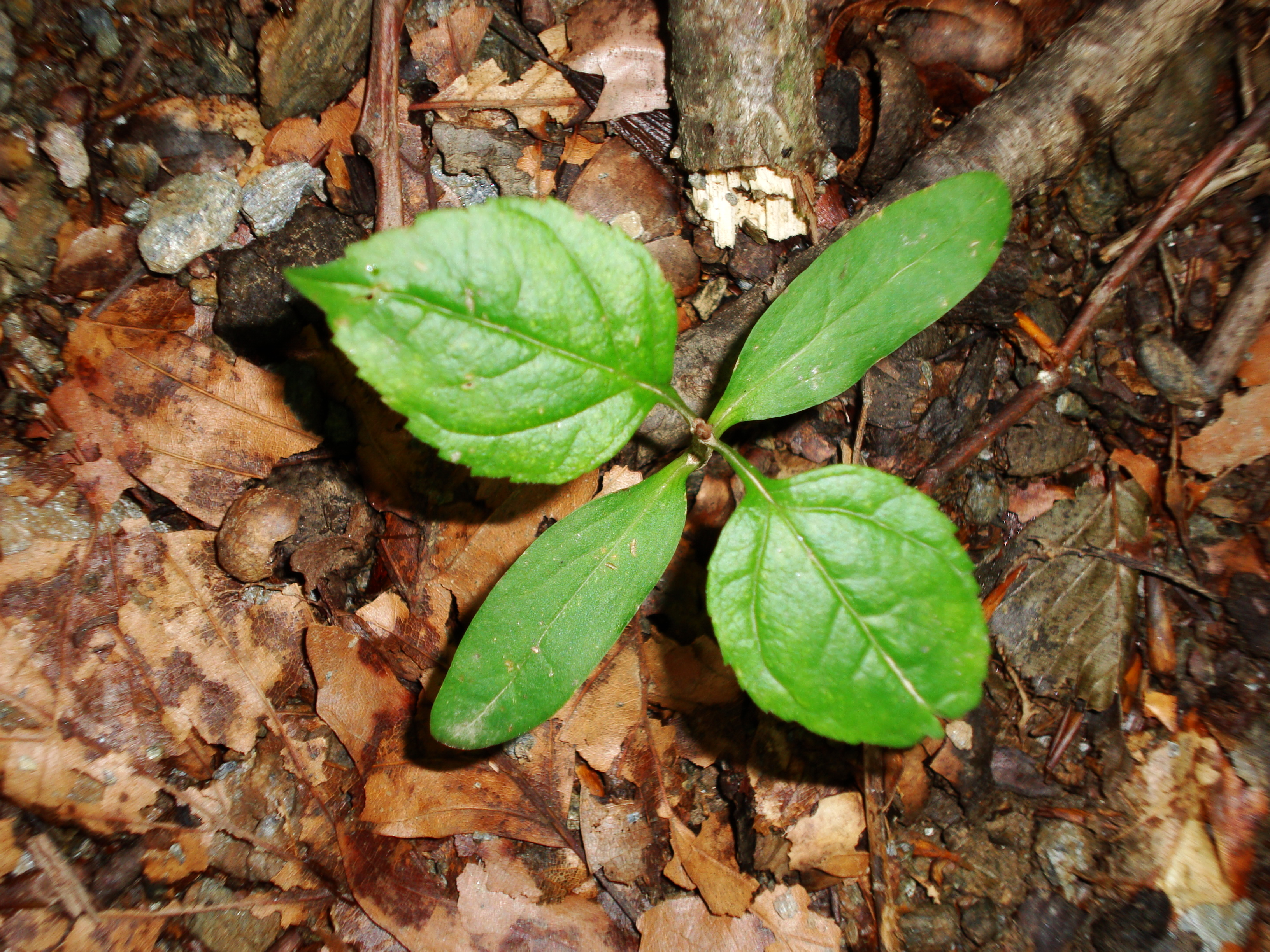
Sämling, etwa einen Monat alt

Die gemeine Esche keimt epigäisch. Die Samen sind keimgehemmt und ruhen etwa zwei Winter, bevor sie austreiben, sie können aber auch sechs Jahre keimfähig im Boden verbleiben. Die Keimhemmung ist zum Teil dadurch bedingt, dass der Embryo zur Zeit der Fruchtreife erst die Hälfte der späteren Größe erreicht und nicht voll entwickelt ist. Außerdem wird der Ruhezustand des Samens durch die enthaltene Abscisinsäure gefördert.
Die beiden Keimblätter des Sämlings sind schmal, länglich und netznervig und erreichen eine Länge von 5 cm und eine Breite von 7 mm. Sie ähneln denen des Ahorns, unterscheiden sich aber von diesen durch die netzartige Nervatur. Die Primärblätter sind ungeteilt, die folgenden Laubblätter dreizählig gefiedert. Unter günstigen Lichtbedingungen auf Freiflächen oder in stark aufgelichteten Altbeständen nimmt die Esche rasch an Höhe zu; das Wachstum ist in einem Alter von 2 bis 15 Jahren am stärksten. Die Esche kann dann Trieblängen von bis zu 1,5 m je Jahr bilden. In dichten Beständen wird das Dickenwachstum gegenüber dem Höhenwachstum zurückgestellt; unter günstigen Bedingungen kann die Esche jedoch bis zu 9 mm breite Jahresringe bilden.

### Chromosomenzahl
Die Chromosomenzahl der Gewöhnlichen Esche beträgt 2n = 46.

## Verbreitung und Standortansprüche

Verbreitung

Die Gemeine Esche kann bereits in der Kreidezeit und im Tertiär auf der Nordhemisphäre der Erde nachgewiesen werden. Während der letzten Eiszeit wurde sie nach Süd- und Südwesteuropa zurückgedrängt, kehrte jedoch nach der Eiszeit, etwa 7000 bis 6000 Jahre vor unserer Zeitrechnung, wieder nach Mitteleuropa zurück. Dort konnte sie sich ausbreiten und einen größeren Anteil der mitteleuropäischen Wälder einnehmen, bevor sie von der Buche verdrängt wurde. Durch Brandrodung wurde die Esche weiter zurückgedrängt, während der Antike und des Mittelalters besonders auch durch systematische Rodungen, um Ackerland zu gewinnen. Als Futterpflanze und Holzlieferant wurde sie jedoch weiterhin in Hecken und kleineren Wäldern erhalten. Durch die starke Nutzung und die Ausbreitung der Ziegenhaltung erreichte die Entwaldung zu Beginn des 19. Jahrhunderts einen Höhepunkt. Um Überschwemmungen und Bodenerosion zu vermeiden, wurden ab dieser Zeit Eschen aus höheren Lagen wieder an Flussläufen angesiedelt. Mit der Abwanderung der ländlichen Bevölkerung und der Aufgabe ackerbaulich genutzter Flächen besonders an steilen Hängen und feuchten Gebieten konnte sich die Esche wieder ausbreiten.

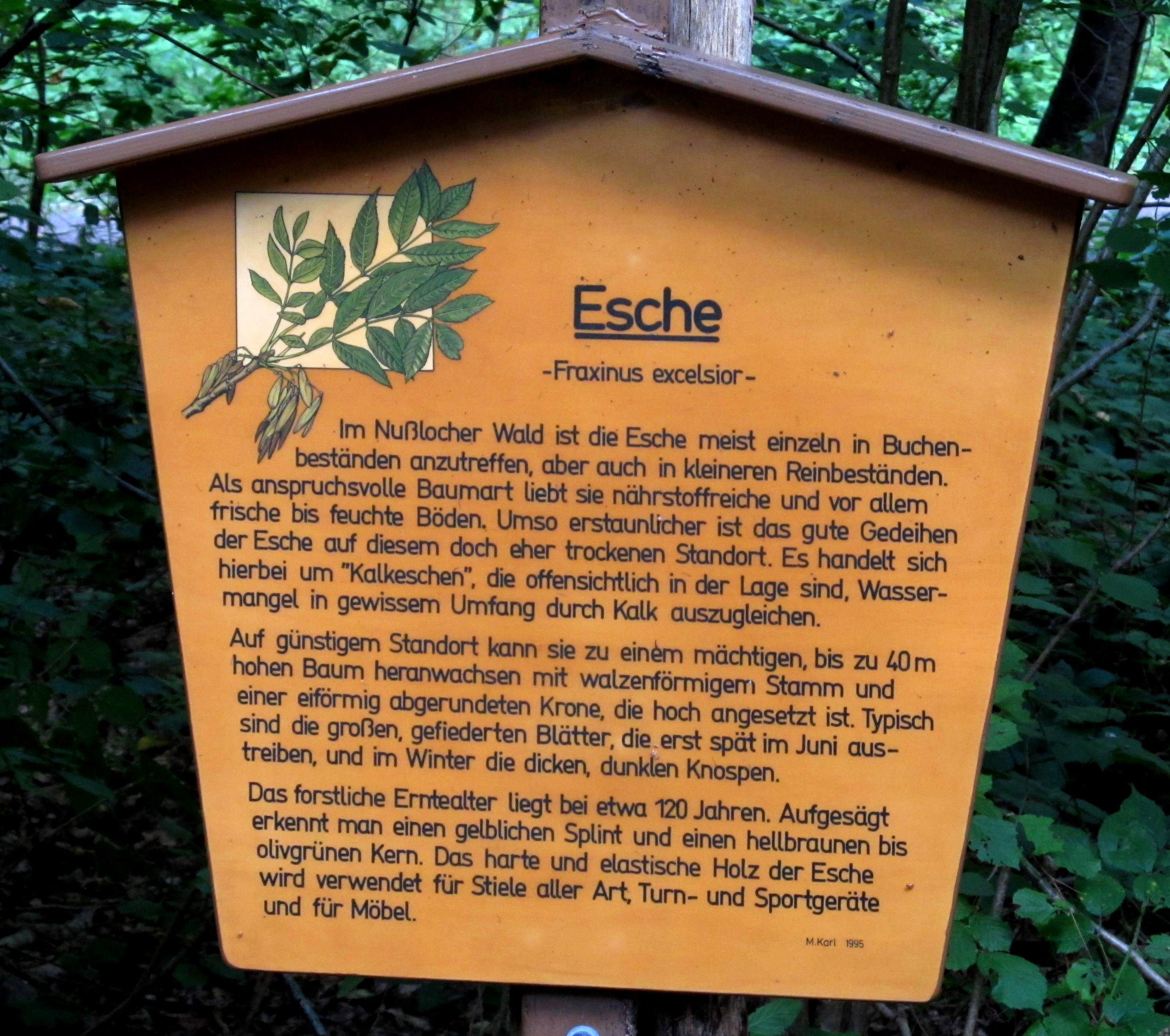
Infotafel des Forstamts Nußloch, Standort Hirschberg

Die Esche ist eine in ganz Mitteleuropa und darüber hinaus vorkommende Baumart. Die Nordgrenze des Verbreitungsgebiets verläuft von Schottland zum Trondheimfjord in Norwegen und schließt in Schweden den Süden von Norrland ein. In Finnland verläuft die Grenze durch Satakunta und Hämeenlinna bis zum Ladogasee. In den nordöstlichen Teilen von Russland fehlt die Esche; ebenfalls in den Steppengebieten, die östliche Verbreitungsgrenze wird wahrscheinlich durch die Trockenheit der heißen Sommer bestimmt und reicht bis zur Wolga, zur Krim und auf den Kaukasus. Im südlichen Europa erstreckt sich das Verbreitungsgebiet über die Balkanhalbinsel und Italien, auf der Iberischen Halbinsel bis zur Linie Mittleres Galicien–Kantabrisches Gebirge–Ebro.
In der Steiermark, in Kärnten und in Niederösterreich wächst die Esche bis in Höhen von 1000 m, in Tirol bis auf 1700 m. In mitteldeutschen Gebirgen findet man sie bis auf 800 m und in den Bayerischen Alpen bis auf 1400 m. In den Allgäuer Alpen kommt sie in Bayern am Südfuß der Höfats noch in einer Höhenlage von 1300 Metern vor. Im Wallis (Branson bei Fully) kommt sie bis 1630 Meter vor. Im Kaukasus erreicht sie Meereshöhen von 1800 Metern.
Die Esche braucht mineralische, tiefgründige, frische bis feuchte Böden in nicht zu warmen, eher luftfeuchten, hellen und spätfrostfreien Lagen, um ihre maximale Wuchshöhe zu erreichen. Sie wächst aber auch auf trockenen, flachgründigen Rendzinen aus Kalksteinverwitterungsböden. Das Auftreten an diesen sehr unterschiedlichen Standorten führte zur Überlegung, die Art in zwei Rassen, die „Kalkesche“ und die „Wasseresche“, zu unterteilen. Die Existenz unterschiedlicher Rassen konnte jedoch nicht bestätigt werden. „Kalkeschen“ gedeihen auch auf feuchten Böden gut und umgekehrt. Die Esche transpiriert sehr viel Wasser, daher ist eine gute Wasserversorgung für das Wachstum von entscheidender Bedeutung. Zum Überleben genügen jedoch geringe Mengen, und sie kann auch auf den flachgründigen Rendzinen bestehen. Wichtig sind jedoch die Niederschläge in Mai und Juni. Sie bevorzugt gut belüftete Böden und meidet Böden mit einem pH-Wert unter 4,2. Im Laufe ihres Lebens ändert die Esche ihre Lichtansprüche. Als junger Baum ist sie sehr schattentolerant, benötigt mit zunehmendem Alter mehr Licht und braucht schließlich eine vollkommen freie Krone für ein zufriedenstellendes Wachstum.
Die ökologischen Zeigerwerte nach Landolt et al. 2010 sind in der Schweiz: Feuchtezahl F = 3+w+ (feucht aber stark wechselnd), Lichtzahl L = 3 (halbschattig), Reaktionszahl R = 4 (neutral bis basisch), Temperaturzahl T = 3+ (unter-montan und ober-kollin), Nährstoffzahl N = 3 (mäßig nährstoffarm bis mäßig nährstoffreich), Kontinentalitätszahl K = 3 (subozeanisch bis subkontinental).

## Ökologie

### Vergesellschaftung mit anderen Baumarten
In Skandinavien findet man die Esche in Küstenwäldern zusammen mit der Schwarzerle (Alnus glutinosa) oder in Mischwäldern mit der Bergulme (Ulmus glabra) und der Stieleiche (Quercus robur). Im Baltikum gedeiht sie in Mischwäldern mit der Zitterpappel (Populus tremula), der Hängebirke (Betula pendula), und der Gemeinen Hasel (Corylus avellana) oder in Feuchtgebieten zusammen mit der Schwarzerle. In Spanien findet man sie in Gemeinschaft mit dem Feldahorn (Acer campestre) und der Gemeinen Hasel.
In Mitteleuropa nennt Heinz Ellenberg vier Typen von Mischwäldern, in denen die Esche auftritt:
- der Eschen-Ahorn-Schatthangwald an submontanen bis montanen, nordwestlich bis östlich gerichteten Steilhängen mit stark humosen, basischen Fels- und Steinschuttböden
- der Lerchensporn-Eschen-Ahorn-Talsohlenwald an fruchtbaren mit Auenlehm gefüllten Sohlen schattiger Kerbtäler auch in kalkarmen Gebieten, wie dem Harz
- der Ahorn-Eschen-Hangfußwald auf kollinen bis submontanen, kolluvialen, tiefgründigen Hangfußböden, die nährstoffreich und zumindest im Frühjahr feucht sind
- der Eschen-Bachrinnenwald entlang schmaler, in Lehm eingekerbter Bachrinnen in submontanen und planaren Buchengebieten

Weitere Standorte finden sich in buchendominierten Gesellschaften, so besonders in Kalk-Buchenwäldern.

### Ökosystem
Die Gemeine Esche ist Teil eines komplexen Ökosystems. Genau so wie Fraxinus excelsior auf ganz bestimmte Standortbedingungen angewiesen ist, leben zahlreiche Tier- und Pflanzenarten mit ihr. Eine im Auftrag der britischen Umweltbehörde Joint Nature Conservation Committee erstellte und 2014 publizierte Studie schätzte, dass etwa 1000 Spezies mit der Esche oder Eschenwäldern vergesellschaftet sind, darunter 12 Vögel, 55 Säugetiere, 78 Gefäßpflanzen, 58 Laubmoose, 68 Pilze, 239 Invertebraten und 548 Flechten. Von diesen Spezies wurden 44 als obligat auf lebenden oder abgestorbenen Eschen klassifiziert (4 Flechten, 11 Pilze und 19 Invertebraten-Spezies). Weitere 62 waren der Esche „eng assoziiert“ (13 Flechten, 19 Pilze, 6 Laubmoose und 24 Invertebraten).

### Pathologie

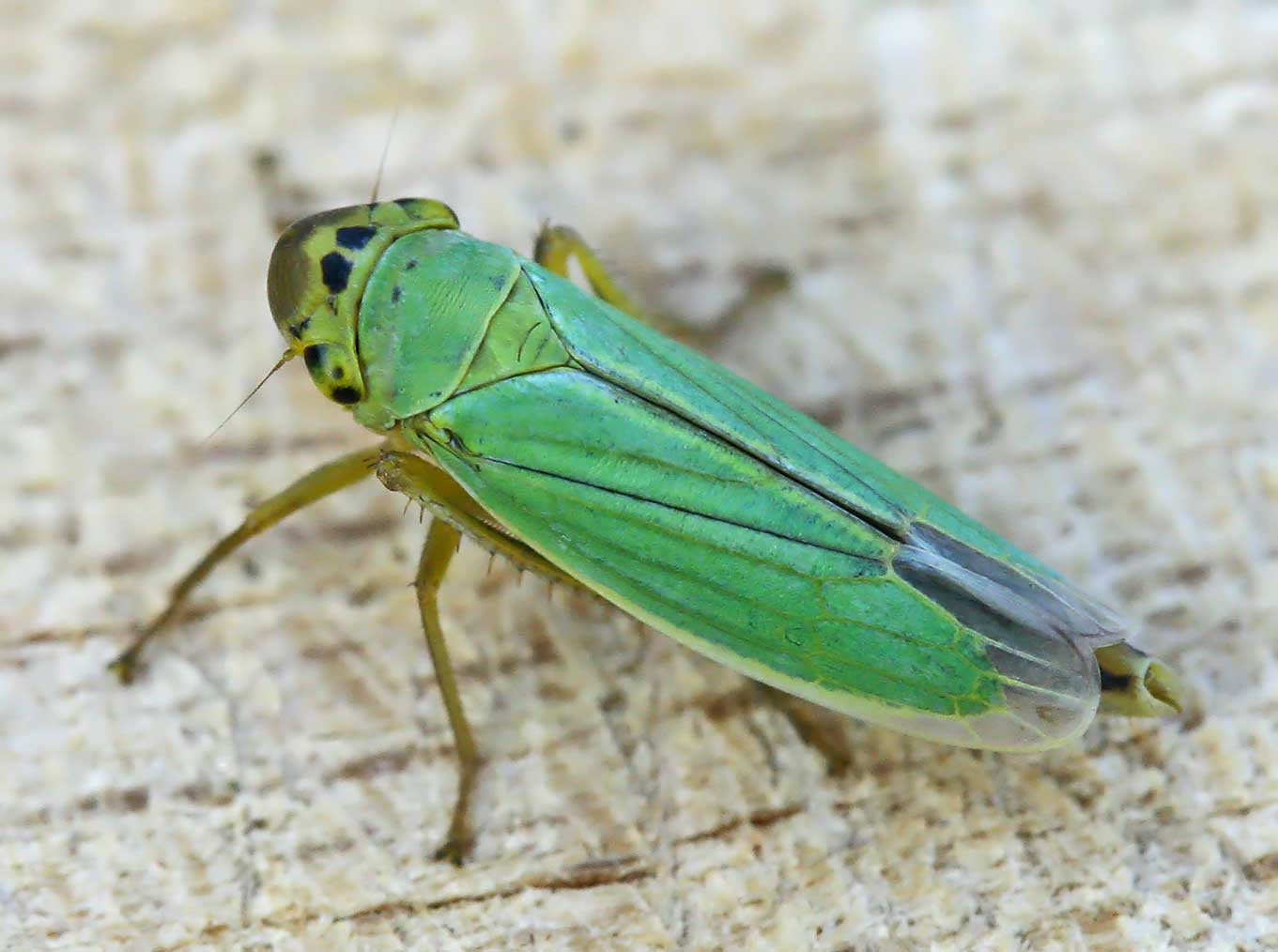
Die Binsenschmuckzikade, ein Schädling von Eschenkulturen

Die Esche wird häufig durch den sogenannten Eschenkrebs befallen, der auf zwei Ursachen zurückgeführt werden kann, einerseits auf den Befall durch Bakterien, andererseits auf Pilzbefall. Das Bakterium Pseudomonas syringae dringt durch Wunden, Blattnarben oder Korkporen in das Rindengewebe ein und bewirkt ein Absterben der Kambiumzellen mit nachfolgender verstärkter, aber gestörter Wundheilung. Diese führt zur Ausbildung von schwärzlichen Anschwellungen. Der Pilz Nectria galligena dringt durch Astabbrüche oder andere Eintrittsöffnungen ein und führt zum Absterben der Rinde. Dadurch entstehen bis zu 30 cm breite, kraterartige Wunden. Charakteristisch sind jährlich angelegte ellipsenförmige Wülste aus Kallusgewebe, aus deren Anzahl auf das Alter des Baumkrebses geschlossen werden kann und die dem Krebs ein typisches Erscheinungsbild verleihen („Schießscheibenkrebs“).
Die Eschengallmilbe (Aceria fraxinivora) parasitiert die Blüten der Esche. Sie verursacht eine Verkümmerung der Blütenstände. Dadurch entstehen anfangs grüne, später braune, blumenkohlartige Wucherungen. In den Wucherungen entwickelt sich die nächste Generation der Milben.
Der Bunte Eschenbastkäfer (Leperisinus varius) frisst 6 cm bis 10 cm lange, doppelarmige Quergänge in die Rinde der Bäume, verschont aber das Kambium. Die Larvengänge sind kürzer und etwa 4 cm lang, der Reifungsfraß erfolgt an der noch grünen Rinde von Ästen und jungen Stämmen. Durch wiederholten Befall verändert sich das Aussehen der Rinde, man spricht dann von „Eschengrind“ oder „Rindenrosen“. Der Befall kann zum Absterben des Baumes führen. Die Raupen der ersten Generation der Eschen-Zwieselmotte (Prays fraxinella) fressen an den Blättern der Esche, die Raupen der zweiten Generation bohren sich am Beginn des Oktobers in Endknospen, um zu überwintern und fressen diese, was zu Zwiesel-Bildung führt. Die Binsenschmuckzikade (Cicadella viridis) legt ihre Eier in die Rinde, was zum Absterben der Rinde führen kann. Sie kann in seltenen Fällen Eschenkulturen im bedeutenden Ausmaß schädigen. Bei Befall durch die Eschenblattnestlaus (Prociphilus fraxini) und die Eschenzweiglaus (Prociphilus bumeliae) entstehen durch Blattstielstauchung und Blattstielkrümmung Blattnester. Schalenwild, aber auch Kaninchen und verschiedene Mäusearten, schädigen durch Verbiss und Benagen besonders junge Bäume, was zu erheblichen Wuchsfehlern wie dem Zwieselwuchs führen kann.

#### Eschensterben

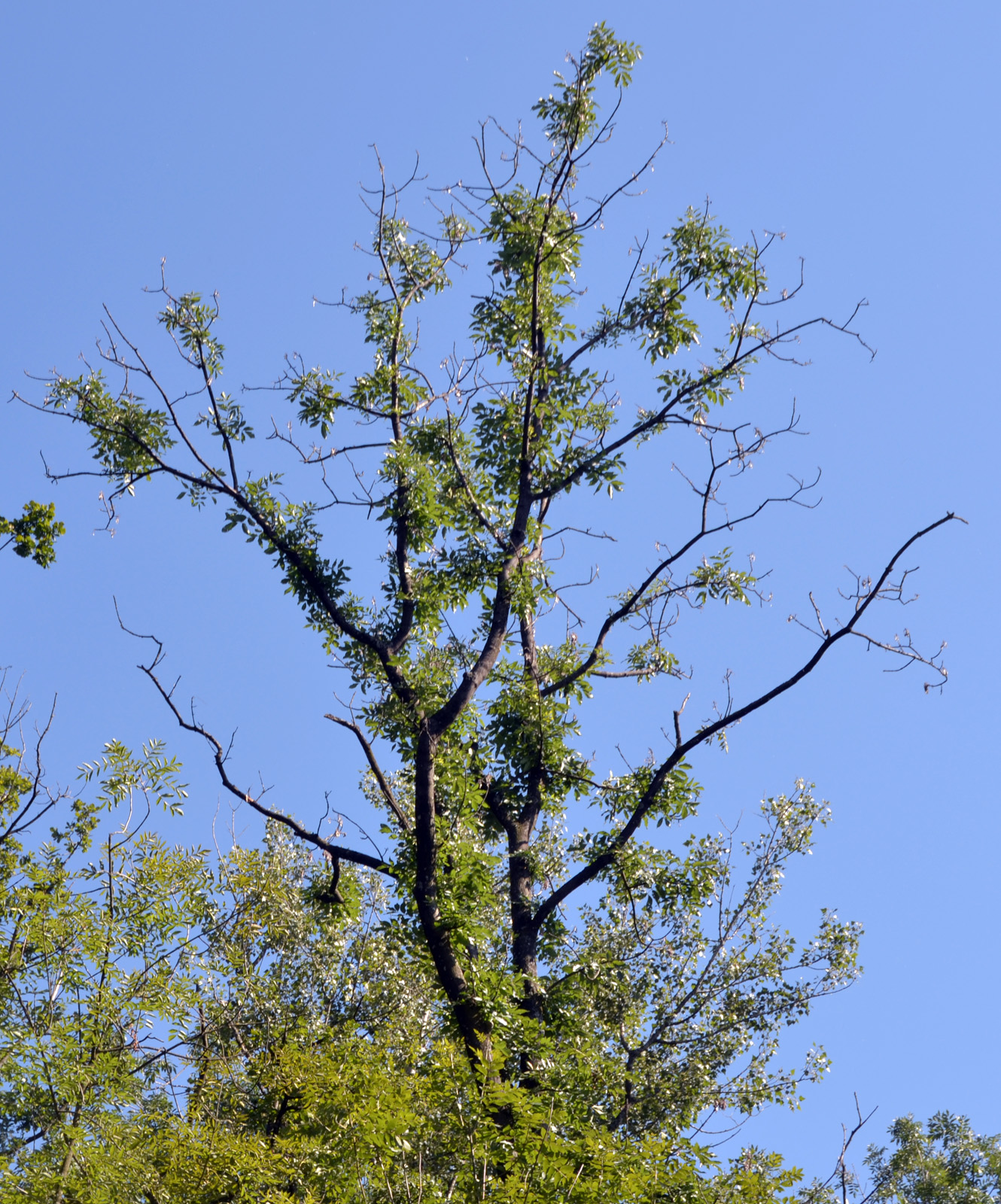
Erkrankter Baum

Anfang der 1990er Jahre begannen im nordwestlichen Teil von Polen Eschen in großer Zahl abzusterben. Die Symptome, die dabei auftreten, sind abgestorbene Flecken an Stämmen und Zweigen ohne Schleimfluss, das Welken und Abfallen der Blätter sowie das Absterben von Zweigen und Wipfeltrieben, was bis zum Absterben vor allem jüngerer Bäume führen kann. Das unter der geschädigten Rinde liegende Holz kann sich dabei braun verfärben. Diese Krankheit wird allgemein als Eschensterben bzw. Eschentriebsterben bezeichnet. Sie breitete sich von Polen nach Schweden, Österreich, Deutschland, Dänemark, Finnland, Litauen und Tschechien aus und hat inzwischen auch den Bestand im Vereinigten Königreich erreicht. In Dänemark sind bis Ende 2013 mindestens 95 % aller Eschen dem Eschensterben zum Opfer gefallen und für Deutschland rechnen Forscher damit, dass etwa ein Drittel des Eschenbestandes bis 2017 zugrunde gehen wird.
An den geschädigten Stellen der Eschen konnte häufig neben anderen Pilzarten eine neue Art einer Nebenfruchtform eines Schlauchpilzes gefunden werden, die 2006 den Artnamen Chalara fraxinea erhielt. Die Art konnte nicht in allen geschädigten Stellen gefunden werden, und die geschädigten Stellen wurden auch von anderen potentiell schädigenden Pilzarten der Gattungen Cytospora, Diplodia, Fusarium, Phomopsis und Armillaria besiedelt. Durch Impfversuche (Inokulation) mit Chalara fraxinea konnte nachgewiesen werden, dass der Pilz zu identischen Schädigungen führt, wie sie beim Eschensterben gefunden werden. Chalara fraxinea kann jedoch nach der Infektion durch konkurrierende Arten vollständig verdrängt werden. Nachdem man Chalara fraxinea seit 2009 für die Nebenfruchtform des seit 1851 bekannten Weißen Stängelbecherchens (Hymenoscyphus albidus) gehalten hatte, wurde 2010 entdeckt, dass die wahre Hauptfruchtform die bis dahin unbekannte Schlauchpilzart Hymenoscyphus pseudoalbidus ist, die sich mit bloßem Auge und dem Mikroskop nicht von Hymenoscyphus albidus unterscheiden lässt, sondern nur durch die Untersuchung des Erbgutes. Der neue Pilz tritt in der Schweiz mindestens seit 1978 auf und wächst bis ins Mark der Bäume. Warum dieser Pilz zum Auslöser einer neuen Krankheit wurde, ist noch unklar. Mögliche Ursache könnte eine Veränderung durch Mutation oder die Hybridisierung mit einer noch unbekannten Art sein. Auch Umwelteinflüsse könnten die Schädlichkeit des Pilzes verstärkt haben. Mittlerweile wird jedoch davon ausgegangen, dass Chalara fraxinea ursprünglich aus Asien stammt, wo er zumindest in Korea und Japan heimisch ist. Die dortigen Eschenarten scheinen aber bedingt durch die lange Koexistenz eine Art Resistenz entwickelt zu haben und werden durch den Pilz nur wenig geschädigt. Forscher sind dabei, europäische Eschen, die eine natürliche Resistenz gegen den Pilz aufweisen, zu selektieren und herauszuzüchten.

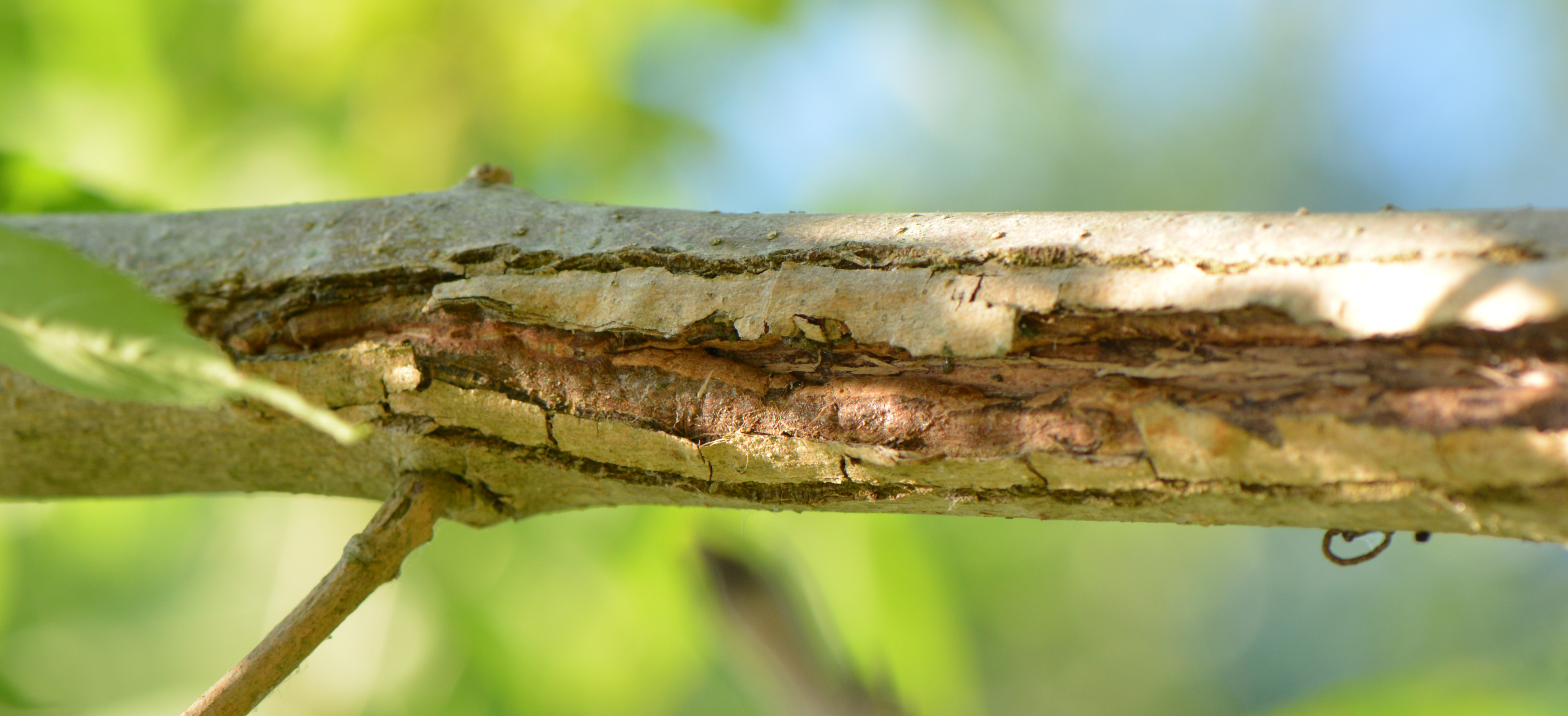
Abgestorbener Ast, von Chalara fraxinea verursacht

Eine im März 2016 publizierte großangelegte wissenschaftliche Studie, die die Aufnahme der Eschenbestände auf den Britischen Inseln zum Ziel hatte, kam zu der Schlussfolgerung, dass es „hochwahrscheinlich“ sei, dass die gesamten europäischen Eschenbestände in den kommenden Jahrzehnten Chalara fraxinea einerseits und dem langsam aus Asien nach Europa einwandernden Asiatischen Eschenprachtkäfer andererseits zum Opfer fallen werden. Die Gemeine Esche würde in Europa weitestgehend aussterben, was die Veränderung ganzer Kulturlandschaften und komplexer Ökosysteme zur Folge hätte. Es drohe ein ähnliches Szenario wie bei der „Holländischen Ulmenkrankheit“ im 20. Jahrhundert.

### Genomsequenzierung der Gemeinen Esche
Das Genom von Fraxinus excelsior wird seit dem Jahr 2013 durch zwei wissenschaftliche Arbeitsgruppen im Vereinigten Königreich entschlüsselt. Eine Gruppe unter Richard Buggs an der Queen Mary University of London sequenziert einen Ableger einer Esche aus den Cotswolds in Worcestershire. Die zweite Gruppe unter Allan Downie am John Innes Centre sequenziert den „Tree 35“, eine Esche aus Dänemark, die acht Jahre den Befall mit Hymenoscyphus pseudoalbidus überstanden hat und damit als weitgehend resistent gilt. Auch das Genom von Hymenoscyphus pseudoalbidus wurde im Jahr 2013 entschlüsselt.

## Mensch und Esche

### Mythologie

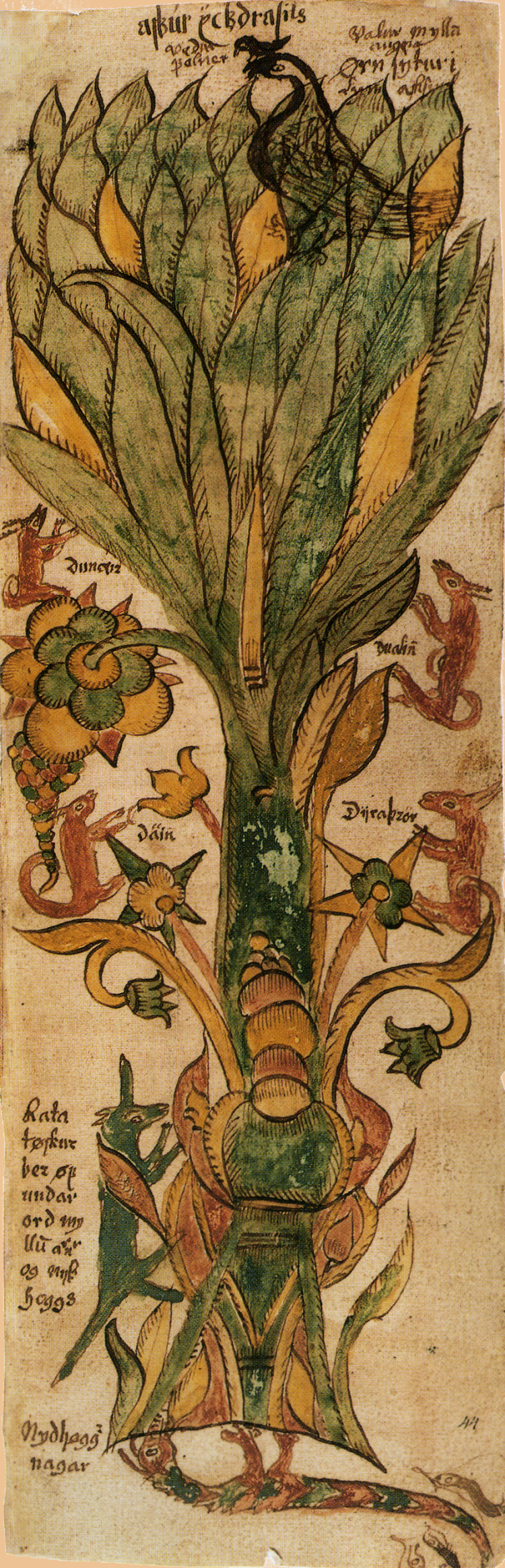
Darstellung der Weltenesche Yggdrasil in einer isländischen Handschrift des 17. Jhs.

Eschene Lanzen werden schon im 7. Jahrhundert vor Christus von Hesiod in seinem Buch Werke und Tage als Bewaffnung des „dritten Menschengeschlechts“ erwähnt.
Besondere Bedeutung hat die Esche jedoch als Weltenbaum Yggdrasil in der Nordischen Mythologie, die durch die isländische Edda, ein auf Altisländisch verfasstes literarisches Werk, erhalten ist. Laut Edda reichen die Zweige der Weltenesche Yggdrasil über den ganzen Himmel und erstrecken sich über die ganze Welt. Der Baum ruht auf drei Wurzeln, unter denen Quellen entspringen. Die Quelle Mimirs verleiht Weisheit und Wissen, der nordische Hauptgott Odin gibt eines seiner Augen als Pfand, um von der Quelle zu trinken. Am Urdbrunnen halten die Götter Gericht, und dort wohnen die Nornen. Unter der dritten Wurzel liegt die Quelle Hvergelmir, der alle Flüsse entspringen. Der Drache Nidhöggr nagt an den Wurzeln und ein Adler sitzt in der Krone des Baums. Auch die Menschen stammen in der nordischen Mythologie von der Esche ab. Drei Götter – darunter Odin – finden am Strand zwei Baumstämme Ask und Embla. Ask kann als Esche identifiziert werden; um welchen Baum es sich bei Embla handelt, ist unklar. Es könnte sich um die Ulme oder Erle handeln. Aus Ask formen die Götter den ersten Mann, aus Embla die erste Frau.

### Die Esche in der Heilkunde
Schon in der Antike wurden verschiedene Teile der Esche zu Heilzwecken verwendet. So ist sie im Corpus Hippocraticum erwähnt, und auch im De Materia Medica des griechischen Arztes Dioskurides. Im zwölften Jahrhundert beschreibt die Äbtissin Hildegard von Bingen die Anwendung von Eschenblättern zur Zubereitung eines harntreibenden Tees. Konrad von Megenberg empfahl die Asche der Rinde zur Behandlung von Knochenbrüchen. Im 16. Jahrhundert verwendete der deutsche Arzt Hieronymus Bock das Destillat der Eschenrinde bei Gelbsucht und Steinleiden und Tee aus Eschenfrüchten als Diuretikum. Pietro Andrea Mattioli, der Hofarzt von Kaiser Maximilian II., beschreibt in seinem New Kreuterbuch die Rindenasche der Esche als Heilmittel. Hufeland empfiehlt Teeaufgüsse aus Rinde und Blättern bei Muskelrheuma und Gicht. Anfang des 18. Jahrhunderts wurde auch überlegt, die Rinde der Esche als preisgünstigen Ersatz für die teure Chinarinde als fiebersenkendes Mittel bei Malaria zu verwenden. Auch das aus dem Holz der Esche gewonnene Öl fand seit der Antike als Heilmittel Verwendung.

### Städtenamen
Mehrere Orte haben die Esche in ihrem Namen, darunter: Eschbach, Eschede, Eschwege, Eschelbach an der Ilm, Ascheberg und Eschweiler sowie Essen, um 800 n. Chr. Asnithi (= Eschen-Ort). Eschwege und Eschede tragen auch einen Eschenzweig im Wappen. Eschach (bei Schwäbisch Gmünd) zeigt hier den ganzen Baum.

## Systematik
Die Gewöhnliche Esche ist eine Art in der Familie der Ölbaumgewächse. In der Gattung der Eschen (Fraxinus) gehört sie mit der Schmalblättrigen Esche, der Mandschurischen Esche und der Schwarz-Esche zur Untersektion Bumelioides in der Sektion Fraxinus.
Man kann drei Unterarten unterscheiden:
- Fraxinus excelsior subsp. coriariifolia (Scheele) A.E.Murray (Syn: Fraxinus coriariifolia Scheele): Sie kommt von Bulgarien bis zur Krim und von der nordöstlichen Türkei bis zum Iran vor.[52]
- Fraxinus excelsior subsp. excelsior: Sie kommt von Europa bis zum Iran vor.[52]
- Fraxinus excelsior subsp. siciliensis Ilardi & Raimondo: Diese 2007 erstbeschriebene Unterart kommt nur in Sizilien vor.[52]

Eine Unterteilung in zwei Rassen, die „Wasseresche“ und die „Kalkesche“, konnte weder durch Unterschiede in der Wuchsleistung noch durch phänologische oder morphologische Merkmale bestätigt werden. Eine ausgeprägte genetische Differenzierung ist auch wenig wahrscheinlich, da das zusammenhängende Verbreitungsgebiet der Esche vor erst 3000 bis 4000 Jahren aufgrund der Konkurrenz von Buchen (Fagus) und Hainbuchen (Carpinus) getrennt wurde. Allerdings geben aktuelle Forschungsarbeiten Hinweise auf einen besonders überflutungstoleranten, erblich fixierten Ökotyp der Esche in den Auenwäldern am Oberrhein.

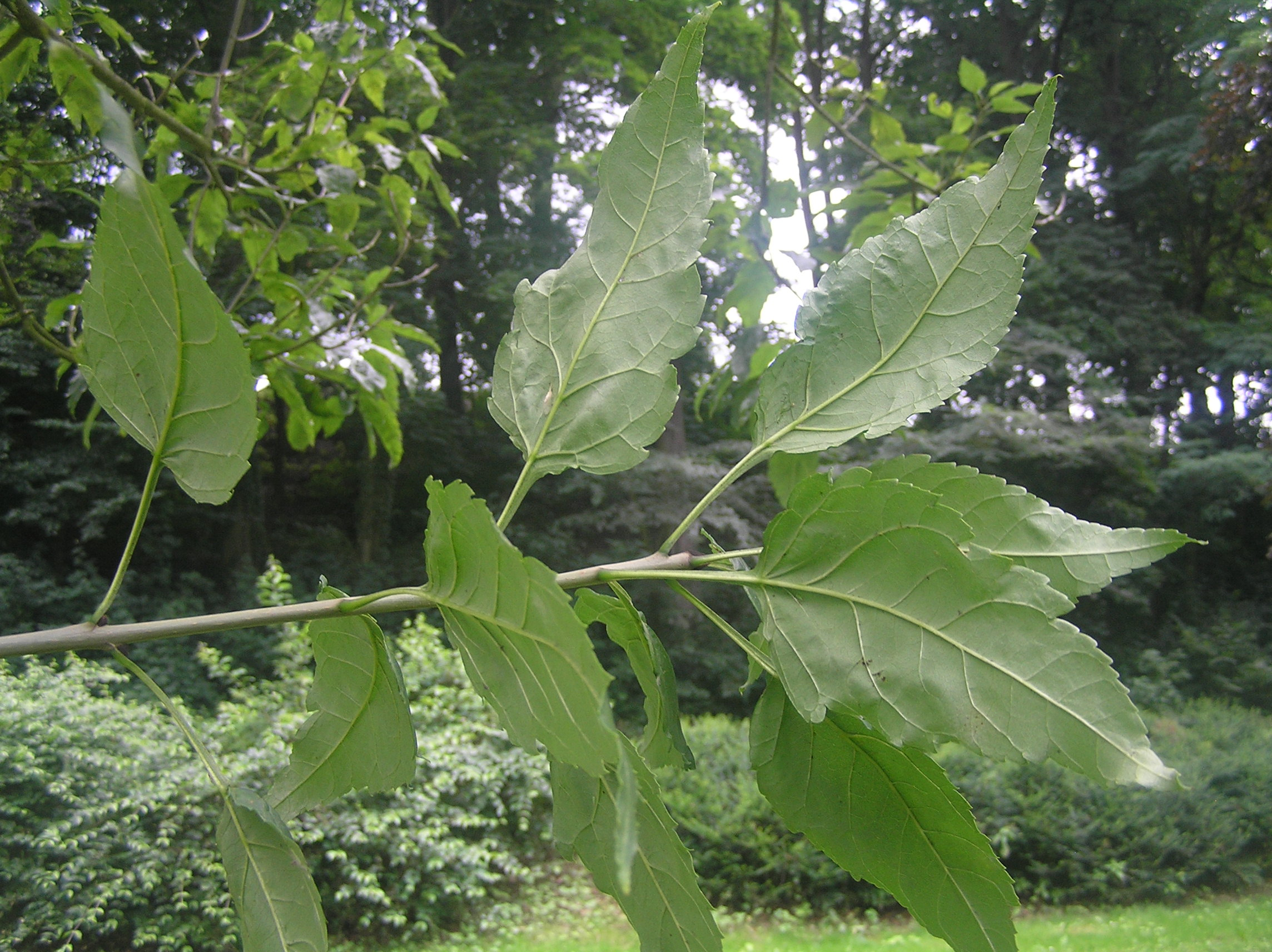
Einblattesche (Fraxinus excelsior 'Diversifolia')

Es werden mehrere Gartenformen unterschieden, darunter:
- 'Allgold' ein 10 m bis 12 m hoher Baum mit intensiv goldgelb gefärbten Trieben. Die Blätter sind im Sommer grün im Herbst gelb.
- 'Altea' mit durchgehendem Stamm und straff aufrechtem Wuchs.
- 'Aurea' ein 8 m hoher Baum mit im Winter gelben Zweigen. Die Blätter sind anfangs gelbgrün und werden im Herbst intensiv gelb.
- 'Diversifolia' oder Einblatt-Esche, ein 20 m bis 25 m hoher Baum mit 14 cm bis 18 cm langen Blättern, die nur aus dem Endblättchen und häufig noch einem weiteren, kleineren Fiederblättchenpaar bestehen. Der Blattrand ist unregelmäßig oder doppelt gesägt.
- 'Eureka' mit durchgehendem Stamm und straff aufrechtem Wuchs.
- 'Globosa' eine Zwergform mit hohem Stamm und dicht verzweigter, abgeflacht kugeliger Krone, die bis zu 4 m breit wird.
- 'Jaspidea' ein bis zu 15 m hoher Baum. Junge Triebe und Zweige haben eine gelbgrün gestreifte Borke. Die Blätter sind groß, zuerst gelb, im Sommer gelbgrün und im Herbst gelb.
- 'Nana' oder Kugelesche, eine Zwergform mit hohem Stamm und kugeliger, kompakter Krone, die 2,5 m bis 4,5 m breit werden kann.
- 'Pendula' oder Hängeesche, ein 12 m bis 15 m hoher Baum mit bogenförmig abwärts wachsenden Ästen und Zweigen, die oft den Boden erreichen.
- 'Westhofs Glorie' mit durchgehendem Stamm und straff aufrechtem Wuchs.

## Verwendung

### Holz
| Kenngröße              | Wert                 | Einheit |
| ---------------------- | -------------------- | ------- |
| Rohdichte (12–15 % HF) | 690                  | kg/m³   |
| Elastizitätsmodul      | 13.000–14.000        | N/mm²   |
| Druckfestigkeit        | 44–52                | N/mm²   |
| Zugfestigkeit          | 130–165              | N/mm²   |
| Biegefestigkeit        | 102–120              | N/mm²   |
| Bruchschlagarbeit      | 68                   | kJ/m²   |
| Brinellhärte           | längs 65, quer 37–41 | N/mm²   |

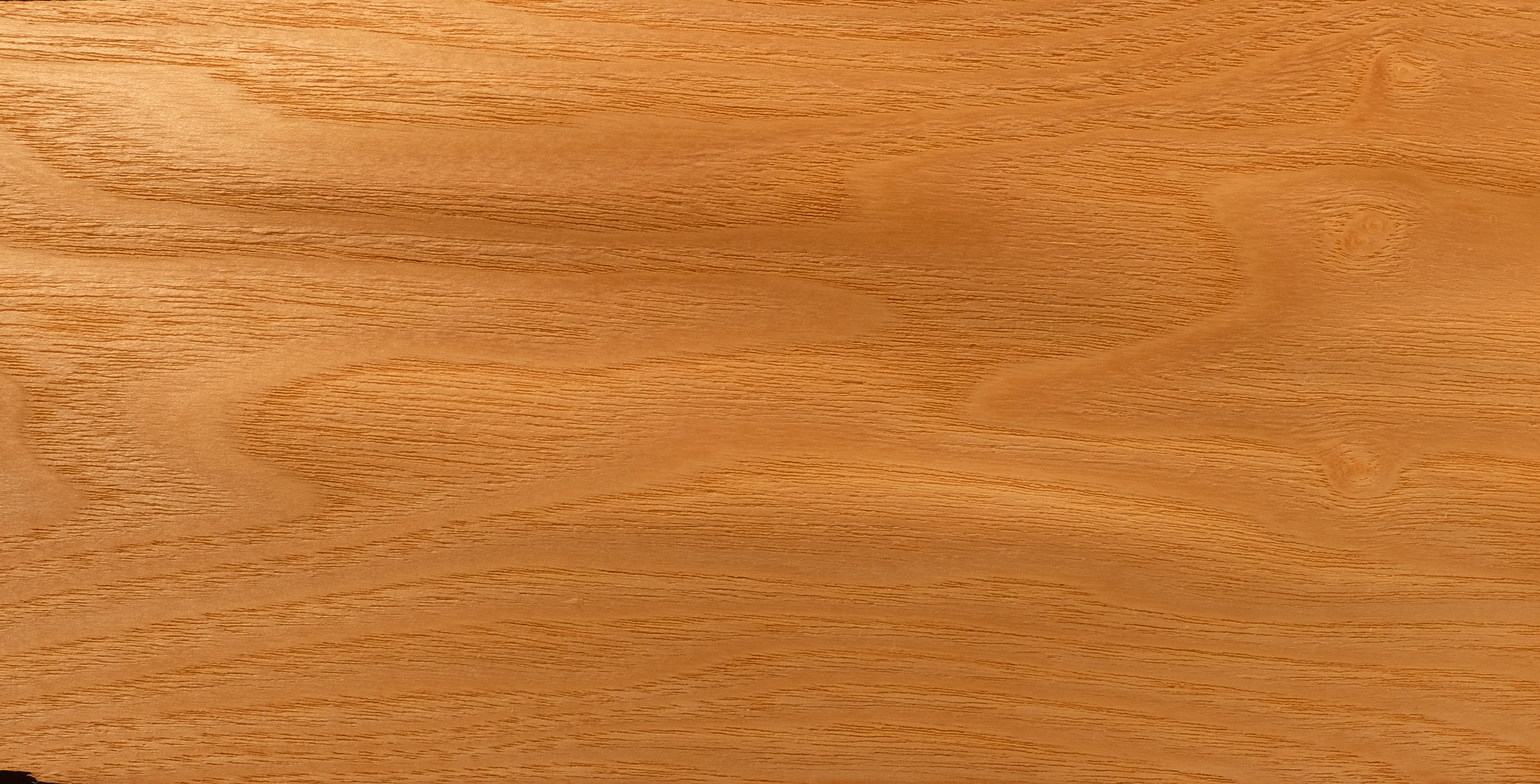
Eschenholz

Das Eschenholz ist mit einer mittleren Rohdichte von 690 kg/m³ ein schweres und auch hartes Holz mit günstigen Festigkeitseigenschaften. Seine Zugfestigkeit und Biegefestigkeit übertrifft die der Eiche. Es ist elastisch, abriebfest und durch die hohe Bruchschlagarbeit zäher als die meisten anderen heimischen Holzarten. Dabei sind die mechanischen Eigenschaften umso günstiger, je breiter die Jahresringe sind. Jahresringe mit einer Breite über 1,5 mm, wie sie bei „Wassereschen“ häufig auftreten, sind ein Zeichen für eine gute Holzqualität. Ein ausgeprägter Farbkern beeinflusst die Holzqualität nicht. Ausnahmsweise findet sich Eschenholz mit Riegelwuchs.
Eschenholz kann sowohl händisch als auch maschinell gut bearbeitet werden, gedämpft lässt es sich ähnlich gut wie die Buche biegen. Die Oberflächen sind einfach behandelbar, was besonders für das Beizen gilt. Das Holz ist widerstandsfähig gegen schwache Laugen und Säuren. Es ist jedoch nur wenig witterungsbeständig, und auch bei Kontakt mit dem Boden wird das Holz rasch geschädigt. Da es sich nur schwer imprägnieren lässt, wird das Holz im Freien selten verwendet.
Eschenholz wird sowohl als Massivholz als auch in Form von Furnieren häufig eingesetzt, so für Küchen-, Wohn- und Schlafzimmermöbel oder in gebogener Form für Sitzmöbel. Des Weiteren wird es für Wand- und Deckenverkleidungen und zur Herstellung von Parkett- und Dielenböden verwendet. Für alle diese Anwendungen wird helles Holz ohne Farbkern bevorzugt.
Eschenholz wird besonders dann eingesetzt, wenn hohe Ansprüche an die Festigkeit, Zähigkeit und Elastizität gestellt werden, so zur Herstellung von Stielen für Hämmer, Beile, Schaufeln, Hacken und Äxte, Sensen, Rechen und andere Gartengeräte. Auch Sport- und Turngeräte wie Sprossenwände, Schlaghölzer oder Schlitten werden aus Eschenholz gefertigt. Auch für Skier wurde das leichte und biegsame Eschenholz gerne verwendet. Gustav Hegi berichtet, dass es auch einen schweren Sturz des Läufers meist gut übersteht, dass es aber den Lauf etwas verzögert und sich leicht abnützt. Auch bleibt der Schnee leicht daran kleben. Das häufig benützte nordamerikanische Hickory-Holz besitzt diese Nachteile nicht, kommt aber leichter ... zum Bruch.
In der Stellmacherei war das Eschenholz von überragender Bedeutung und galt als am besten geeignet zur Herstellung von Naben, Felgen, Speichen, Deichseln und Leiterwagen. Es hatte auch große Bedeutung im Fahrzeug- und Waggonbau. Die Deutsche Reichsbahn hatte für viele Anwendungen den Einsatz der Esche sogar vorgeschrieben. Sie wurde auch im Maschinenbau zum Beispiel zur Herstellung von Dreschmaschinen oder Webstühlen eingesetzt.
Die Umtriebszeit beträgt in der Regel 100–140 Jahre.

### Andere Verwendungsmöglichkeiten
Eschenlaub war früher ein wichtiges Futtermittel für den Winter. Das Laub wurde im Sommer geschnitten (unter anderem in Form der Schneitelung), getrocknet und für die spätere Verwendung gelagert. Die Esche ist auch ein häufiger Straßen- und Stadtbaum – besonders in Nord- und Osteuropa und in höheren Lagen der Mittelgebirge.
Eschen werden ferner häufig zur Befestigung von Hängen und Böschungen von Fließgewässern genutzt. Das Laub der Esche zersetzt sich schnell, wirkt Humus bildend und Boden verbessernd.

## Mächtige und berühmte Eschen
Die mächtigste Esche steht im Białowieża-Nationalpark im Białowieża-Urwald im Nordosten Polens. Im Jahr 2016 hat sie bei einer Höhe von 40,50 m einen Umfang von 5,40 m (Messhöhe 1,30 m) erreicht. Gepflanzt wurde der Baum im Jahr 1800 ± 10 Jahre. Im selben Gebiet befindet sich ein 45,20 m hohes Exemplar, das jedoch nur einen Stammumfang von 4,30 m (Messhöhe 1,30 m, Messung 2014) aufweist.
Solche Maße werden anscheinend nur sehr selten erreicht, denn in der Liste markanter und alter Baumexemplare wird in Europa keine einzige Esche genannt.

## Trivialnamen
Für die Gemeine Esche (lateinisch früher meist Fraxinus genannt) bestehen bzw. bestanden auch die weiteren deutschsprachigen Trivialnamen: Aerschen, Aeschach (mittelhochdeutsch), Aeschbaum, Aesche, Aeschern, Asca, Asch (althochdeutsch), Ascha (althochdeutsch), Aschbaum, Asche (althochdeutsch), Ask (althochdeutsch), Eesch (mittelhochdeutsch), Edelesche, Ehsse (mittelhochdeutsch), Eisch (mittelhochdeutsch), Esche (Österreich, Unterweser), Eschein (mittelhochdeutsch), Eschelterpaum (mittelhochdeutsch), Eschenbaum, Eschenbom, Eschern (Ulm), Eschernbaum, Eske (Ostfriesland), Eskenbaum (Unterweser), Espe (Traun), Esschenbaum (mittelhochdeutsch), Essenbaum (mittelhochdeutsch), Estken (mittelniederdeutsch), Fladerbaum (mittelhochdeutsch), Flädrein (mittelhochdeutsch), Fliegenbaum (Eichstädt), Früssen (mittelhochdeutsch), Geissbaum, Gersche, Gerschen, Hängeesche (hängende Variante), Hohesche, Jeschbum (Siebenbürgen), Langespe, Liesche (Eifel), Lischen (Eifel), Oesch (Schweiz), Oeschling (Pinzgau, Pongau), Schwindholz (Österreich, Zillertal), Schwundholz (Österreich bei Linz), Slintpaum (althochdeutsch), Sperlingszungenbaum, Steinäschen (Elsass), Tageesch (Mecklenburg), Traueresche (hängende Variante), Vogelzungenbaum (Österreich), Waldescher, Wundbaum (Ulm, Elsass) und Wundholzbaum.